# Departamento de Tarija
El departamento de Tarija es uno de los nueve departamentos en los que se divide Bolivia. Su capital y ciudad más poblada es la homónima Tarija. Está ubicado al extremo sursureste del país, limitando al este con la República del Paraguay desde el hito 10 de octubre hasta el trifinio del hito Esmeralda donde comienza su frontera sur con la República Argentina hasta Santa Victoria, norte de Salta; limita al norte y noroeste con el departamento de Chuquisaca y al oeste con el departamento de Potosí.
Con 37 623 km² es el departamento menos extenso, ocupando el 3,4% del territorio nacional y, cuenta con una población de 534.346 habitantes (según el Censo INE 2024) —por delante de los departamentos de Beni y Pando— y con 14,2 hab/km², el tercero más densamente poblado.
La economía del departamento de Tarija es la cuarta economía más grande. Según datos oficiales del Instituto Nacional de Estadística de Bolivia, en 2018 la economía de todo el Departamento de Tarija alcanzó los US$ 3 204 millones de dólares del producto interno bruto (PIB), con lo cual llega a representar al 8,2 % de la Economía Nacional (40 581 millones). El ingreso por habitante (PIB per cápita), el departamento cerró el año 2018 liderando con US$ 5 689 dólares.
Tarija es considerado como el segundo departamento con menos pobreza del territorio. El Índice de Desarrollo Subnacional (IDHS), calculado por el sector de "Investigación y Administración" de la universidad Neerlandesa de Radboud (financiada por el consejo europeo de investigación), tomando en cuenta el trabajo de la Unesco (2018), PNUD (2018), Undesa (2016), Banca Mundial, factor I.W.I y etc. indican que en el sector del índice de desarrollo humano, Tarija se encuentra en el 3.º puesto con 0,741, por detrás de Santa Cruz y Pando, y por delante de Oruro y Beni. En el sector de desarrollo en el tema de salud y sanidad, Tarija se encuentra con 0.858, en el 2.º puesto, por detrás de Santa Cruz (0.866), y por delante de Chuquisaca (0.843), Beni (0.839).

## Toponimia
El departamento obtiene su nombre a partir de la ciudad capital, Tarija. La raíz de la palabra Tarija, viene del árabe, Tariq o Tarik, nombre del general musulmán Táriq ibn Ziyad, quien fue uno de los generales que conquistó la península ibérica en 711 y, en su trayectoria bautizó el Valle de Táriq, que posteriormente evolucionó a Tarij y Tarija, luego a Torija, esto debido a las evolución fonética lingüística del español de mezcla del árabe-andalusí.
En 1535 (39 años antes de la fundación de la Villa), en la exploración de los hidalgos Juan de Sedizo, Antonio Gutiérrez y Diego Pérez del Río hacia los valles de las costas del sur del océano Pacífico, se desviaron de su objetivo para inspeccionar en el oriente donde, se encontraron un despoblado valle verdoso y lograron avistar algunas infraestructuras como torrecillas; Sedizo quien tenía apellido mozárabe y, al conocer la historia de su tierra con detalles y de su actualidad, al observar la similitud con el Valle de Torija, bautizaron al lugar como “Valle de Tarij[a]”, siendo Torija y Tarija palabras de raíces árabe-andalusí y; también, siendo valle una palabra de origen latín, vallis.
El valle ya conocido como Valle de Tarija, cuando se ordenó fundar una villa en dicho valle, cual fundación se concluyó con el extenso de Villa de San Bernardo de la Frontera de Tarija. Según las documentaciones de los padres Antonio Comajuncosa y Alejandro Corrado, la palabra Tarija también se escribía con la "x", Villa de San Bernardo de la Frontera de «Tarixa», pero la pronunciación de esta era de la misma manera, con la "j", "Tarija", esto debido al antiguo español árabe-andalusí que se manejaba.

## Historia

### Época prehispánica o precolombina

Pinturas rupestres en Villamontes ubicados en la localidad de Chiméo, por Nils Erland Herbert Nordenskiöld.

Se habla de una cultura caracterizada por la sedentarización efectuada en el período que va del 2000 a. C. al 500 a. C. Es una cultura en la que predominan rasgos típicos de la región chacopampeana, desde 500 a. C. se desarrolla principalmente una mezcla de culturas.
Se afirman de que las tribus en la zona del valle y de la zona alta, eran principalmente los primitivos moyo moyos (nativos); por las tribus churumatas, de orígenes amazónicos y guaraníes; por los tomatas –o tomatas copiapóes– naturales del norte-centro de Chile, de la rama o de influencia diaguita, influenciados luego por los locales; por los chanés; por los guaraníes; por los carios –o caracos–; por los amparais; por los aquitas; por los mataguayos, también por los qom-tobas –o qom'liks–; weenhayek y habitadas por algunos chiriguanos; probablemente también habitó la tribu aborigen hênîa-kâmîare o comechingones, que es posible que hayan sido parte de las tribus locales y que haya existido mestización, por los hallazgos de su cultura en el valle y zona alta de Tarija; también es muy probable de que tribus del centro de Chile como los diaguitas que hubiesen migrado a territorio de la actual Tarija. Las serranías y llanuras de la región chaqueña se encontraba habitadas por churumatas, chanés, chiriguanos –chiriguanaes o ava guaraníes–, qom-tobas, chorotís, mataguayos, chulupíes –o niclavé– y hasta la actualidad por guaraníes, weenhayek-wichi –o, noctenes o matacos– y tapietes.
Los incas al mando del emperador Tupac Yupanqui en su trayectoria de invadir y conquistar el Collasuyo, se desvío de su objetivo de conquistar a las culturas andinas y se dirigió a las regiones orientales, donde se encontraron distintas tribus y culturas en el actual territorios de Tarija, los cuales lucharon contra la sangrienta invasión incaica aproximadamente por el año 1472 o 1480, pocas familias lograrían escapar, aislandose y resguardandose en zonas aledañas donde no se adentrarían con los incas, siendo éstas familias las que se encontrarían los españoles.
Tras la victoria incaica, los incas desarrollarían ordenanzas de exterminio contra las tribus para evitar conflictos, por lo que se ordenó masacrar –o liquidar– a la mayoría de la población indígena del territorio, logrando así un etnocidio.[cita requerida] Yupanqui mandó a construir algunas fortalezas pero se utilizó también infraestructuras ya construidas por los locales, donde tomaron presos a las tribus vivientes en las fortalezas en donde fueron esclavizados, sojuzgados y torturados. Yupanqui al presenciar la fuerte oposición de las tribus esclavizadas, no le interesó en anexar el territorio al Imperio Inca, esto primero porque las tribus eran completamente ajenos al Collasuyo, porque no eran de confianza y por las constantes confrontaciones de otras tribus entre estas los chiriguanaes; tampoco se ordenó civilizar las tierras –a excepción de construir algunas fortalezas–. Los incas abandonaron trasladando a las tribus hacia los Andes y enviados marginalmente desperdigados como mitimaes (siervos guerreros esclavos) y yanaconas (esclavos) a lo largo y ancho de distintas zonas del incario, despoblando por completo los valles y la zona alta de Tarija.
Poco después la expansión chiriguana por río Bermejo, se extendieron poblaciones hacia los valles y a algunas zonas de la zona alta, y los guaraníes nuevamente retomaron parte de los valles y también se adentraron por la zona alta.

### Época virreinal

#### Expediciones

##### Presencia de Aleixo García
El portugués Aleixo García —o Alejo García—, quedó náufrago junto a otros tripulantes en su viaje de retorno a España, en uno de los barcos de la malograda expedición de Juan Díaz de Solís; naufragaron frente a las costas de la isla Santa Catalina de Brasil; sería García quien trabó amistad con los indios tupíes y guaraníes que habitaban en aquella región; partieron junto a los indios tupíes y guaraníes desde Santa Catalina en busca del «Rey Blanco y de la Sierra de la Plata», atravesando en su camino la Mata Atlántica; deambuló por gran parte del actual Paraguay y se adentró en el Gran Chaco entre el año 1524 y 1525, Aleixo García ingresó por el este, hasta llegar a actuales tierras tarijeñas, más propiamente a Las Salinas, La Cueva (territorios de la actual provincia de O'Connor), Tigüipa (actual territorio de Macharetí, Chuquisaca), también se considera una gran posibilidad de que se adentró al Valle Central de Tarija. Una de las razones del arribo de la hueste de García y los tupíes y guaraníes hasta las actuales tierras tarijeñas fue por avíos, ganados y contactos con otras posibles tribus, posteriormente se volvería adentrar por el Chaco dirigiéndose hacia el norte y luego al noroeste llegando a valles altos o andinos para finalmente llegar a la región del altiplano andino, en los dominios del Rey Blanco de la Sierra de la Plata, en su retorno a las costas del Brasil, García y los demás náufragos murieron en el camino, sobre el río Paraguay a finales de 1526, fueron muertos tras ser emboscados por los indios guaycurúes —o payaguaes—.

##### Expedición de Sedizo
En el año 1535, Diego de Almagro decide llevar adelante los documentos emanados de la Corona de España para que él tomara posesión como gobernador del territorio que le fue asignado por el rey Carlos I y para evitar confrontaciones con Francisco Pizarro, decide organizar la expedición a los valles de la costa sur del Pacífico (expedición a Chile). Organizó un grupo tres, quienes son: Juan de Sedizo —o Sedizio— como comandante, Antonio Gutiérrez y Diego Pérez del Río, Almagro les ordenan a estos que cuando lleguen a Tupiza le esperen; estos tres hidalgos acompañados de un séquito de incas, partieron consecutivamente desde el Cuzco el 12 de noviembre, siguiendo el camino del inca (la red vial incaica en Bolivia se ubican en los departamentos Potosí, Oruro, La Paz y por red secundaria a Cochabamba). Llegaron al Tambo de Paria por alimentos y luego dirigirse al Tambo de Tupiza llegando a inicios de agosto de 1535, los incas mencionaron que en el oriente es tierra fértil y que posiblemente haya alimentos. Estos exploradores decidieron ir hacia la zona para inspeccionarla, marcharon directo hacia oriente, descendiendo y cruzando las zonas despobladas de San Juan, luego por caminos hechos por tribus nativas, luego por posteriormente por los despoblados de la Pampa de Taxara, subieron la cumbre de Sama y descendieron por su cuesta por caminos nativos; hasta llegar a un valle verdoso con infraestructuras algunas parecidas a unas torrecillas, Juan de Sedizo impresionado por el aspecto del valle y, al conocer la historia de su tierra enfocado en el Valle de Torija y de llevar un apellido mozárabe, emuló y apeló la historia de su pueblo y decidió bautizar al valle como "Valle de Tarij[a]". Estos posteriormente se alinearon nuevamente en Tupiza, para proseguir, ya con Diego de Almagro y su ejército, el rumbo al valle del Pacífico por Chicoana, se cruzó la cordillera hasta llegar al Valle de Guasco, donde murieron cientos de personas, entre estos Sedizo, Gutiérrez y Pérez del Río.

##### Expedición de Candia y Rojas
En 1538 cuando el griego Pedro de Candia llegó a Larecaja, vino con la intención de efectuar la entrada a los Chunchos en seguimiento del español Pedro Anzúrez de Camporredondo —conocido también como Peranzúrez o Peranzules—. Se enteró de ello cuando la gente de Anzúrez comienza a salir de la fracasada expedición y desbaratosa de los Chunchos. Según testimonio de Santiago de Azoca: 

"...que la gente é soldados del dicho Pedro Anzules con el dicho capitán
Pedro de Candia y su gente, fueron al pueblo de Larricaja que dice la
pregunta, ques en la provincia del Perú, en el cual estuvieron reformándose cierto tiempo..."

La tropa de Peranzúrez tardó varios meses en recuperarse del desastre sufrido en la entrada a los Chunchos. Sin embargo, Candia y Peranzúrez comenzaron inmediatamente a pensar en una nueva aventura. Pese a que el mito de la pretendida riqueza de los Chunchos se desvanecía por no haberse encontrado trazas que pudieran indicar su existencia al oriente, quedaba sin embargo la posibilidad de que algo todavía pudiera encontrarse hacia el sur y el sudeste, razón que permite concebir la idea de efectuar otra entrada a los Chunchos.
La decisión de ir al valle de Tarija fue tomada a fines de diciembre de 1538, en lo que entonces se consideraba como una continuación de la entrada a los Chunchos, conforme señala Rodrigo de Quiroga y López de Ulloa, mencionando que "esta vez por el valle de Tarija": 

"...que continuando el dicho Rodrigo de Quiroga su buen celo en servicio de Su Majestad, pospuesto todo trabajo, partió del dicho pueblo de Larecaja con el capitán Pedro de Candia y la demás gente que allí estaba por la vía del valle de Tarija (…) para entrar por allí otra vez al descubrimiento y conquista de los chunchos..."

Las razones por la que se tomó la decisión de hacer su entrada por Tarija fue por la experiencia que venían de pasar en la entrada a los Chunchos por Carabaya donde no encontraron caminos y todo fue una lucha inacabable con las fuerzas de la naturaleza. Las alternativas se remontaban a las vías conocidas y recorridas por los hombres de Almagro que permanecían en la tropa de Candia, esos caminos conducían directamente desde el altiplano hasta los valles del Pacífico sur, pero estos se deberían avanzar al oriente para adentrarse a las pampas altas despobladas, el valle de Tarija y al Chaco. Santiago de Azoca indica que "...a de allí pasaron todos en demanda del dicho valle de Tarija..." y, asimismo, dentro del mismo relato: "... a tornar é proseguir la dicha jornada, como se prosiguió, al fin del cual dicho tiempo el dicho Pedro de Candia fué en demanda del valle de Tarij a..." Por estas razones Candia propuso a Peranzúrez de poblar el valle de Tarija, este se hubiera mostrado proclive a apoyar esa iniciativa como una forma de mostrarse agradecido con Candia por la ayuda que éste prestó a él y a sus hombres a la salida de la fracasada expedición a Los Chunchos.
En ese momento, cuando las expediciones a los Chunchos por Ambaya y Carabaya quedaban definitivamente atrás por impracticables y por otra parte Gonzalo Pizarro y Diego de Rojas se encontraban terminando la conquista de Cochabamba, Candia y Anzúrez toman la decisión de continuar la entrada a los Chunchos; en el final de la expedición, mencionan lo ya señalado, que españoles que llegaron con Pedro de Candia, vinieron: "...a la entrada a los chunchos esta vez por los chiriguanaes…", es decir, por el "valle de Tarija", donde se encontraban poblaciones de chiriguanaes.
Sin embargo, se tomó una decisión sin ser consultada con los hermanos Pizarro
debido a las circunstancias de éstos. Azoca indica, al respecto:
"...que la gente é soldados del dicho Pedro Anzules con el dicho capitán
Pedro de Candia y su gente, fueron al pueblo de Larricaja que dice la
pregunta, ques en la provincia del Perú, en el cual estuvieron
reformándose cierto tiempo é proveyéndose de lo necesario para pasar
adelante en proseguirniento de la dicha jornada para entrar por el valle de Tarija..."
A pesar de ello, el griego Candia y el español Anzúrez de Camporredondo, no tuvo inconveniente en preparar una inmediata expedición a Tarija conforme muestran las Actas Notariales de Juan de Grájeda de la marcha hacia Tarija que habrían comenzado inmediatamente después del 19 de mayo de 1539, donde concluyeron firmas de documentos en la Larecaja. 

"...partió del dicho pueblo de Larecaja con el capitán Pedro de Candia y la demás gente que allí estaba por la vía del valle de Tarija… para entrar por allí otra vez al descubrimiento y conquista de los chunchos..."

Desde el 29 de mayo hasta el 6 de junio de 1539 se firman varios de los documentos en Guarina y algunos en Cituxama —Xituxama—, una población cercana; el 10 de junio se encuentran en Ayo Ayo; el 25 de junio de 1539, en el Tambo de Paria, De Candia y Anzúrez de Camporredondo habrían suscrito documentos para conformar una expedición en dirección al Valle de Tarija, el escribano de la expedición Juan de Grajeda menciona:

“... e por quanto vamos en nombre de su Magestad e del señor marquez don Francisco Piçarro en su real nombre a hacer (fundar) un pueblo en el balle de Tarija e por el dicho balle entren a descubrir la conquista a los indios macaros.

Pedro de Candia al mando de una Plaza Mayor de un aproximado de 300 soldados y un capellán, Fray Rodrigo González Marmolejo.
Sería a último momento Francisco Pizarro ordenó a Pedro de Anzúrez que no partiera con Candia y que espere nuevas órdenes. Candia y sus huestes permanecen hasta el 27 del mismo mes y, parten rumbo al Valle de Tarija; en los primeros días de julio se encuentran cerca de Uzcamarca y pasan luego a la Aullagas; el 29 de agosto llegan al Tambo de Tupiza y; sería a inicios de septiembre de 1539 donde tomarían el desvío en dirección a los Chunchos, adentrándose recorrer los despoblados de la Pampa de Tacsara, Tarairá o Taxara y penetrando el Valle de Tarija.
En reemplazo de Pedro Anzúrez, se manda a Diego de Rojas, quien estaba de gobernador en Charcas junto a Francisco de Aguirre Meneses, quien se quedaría como gobernador en su reemplazo, Rojas organizó sus huestes y se dirige al Valle de Tarija partiendo de Paria, Cuchu Ingenio y por los Cintis, entrando al oriente penetrando a Tucumilla y ascendiendo por Marquiri e ingresando al Valle de Tarija a inicios de febrero de 1540 junto a su gente y a Francisco de Villagra Velásquez y comienzan a buscar a Pedro de Candia. Francisco de Aguirre dejó la gobernación y fue en busca de Rojas adentrándose con complicaciones al valle de los chiriguanaes de Tarija, Rojas quien ya estaba para volver a Charcas se encontró con Aguirre, Rojas envió a Aguirre en busca de un asiento donde su gente pudiera reformarse, de esa manera Aguirre salió de oriente (Valle de Tarija y Pampa de Taxara) para llegar al occidente, principalmente a Chichas; Rojas dejaría a Aguirre partiendo rumbo a Cuzco, por su parte Aguirre se dirigió hacia Atacama a la espera de Pedro de Valdivia. En abril de 1540 varios contingentes de soldados y jefes militares procedentes de la entrada que hizo a los Chunchos por Pedro de Candia, se unieron a Pedro de Valdivia para la conquista de Chile: Rodrigo Arraya —Arraya o Arraia— con dieciséis soldados, Rodrigo de Quiroga, Juan Bohón, Juan Jufré, Gerónimo de Alderete, Juan Fernández de Alderete, el capellán Rodrigo González de Marmolejo, Santiago de Azoca y Francisco de Villagra, con los cuales la expedición alcanzó la cantidad de 110 españoles y, finalmente se le unió Francisco de Aguirre, quien se encontraba en San Pedro con 43 hombres.
Tarija, por su estratégica situación geográfica, jugó roles excepcionales en la conquista y poblamiento de los territorios que se encuentran en el llamado “cono sur” de América, es decir en todo lo que hoy corresponde al Tucumán, Buenos Aires y Chile.

##### El Virrey de Toledo en el Chaco
Tras la unión de comarcas indígenas en los valles altos denominado como Provincia de los Charcas en 1538, dos años antes de la fundación de La Plata de la Nueva Toledo, los chiriguanaes –chiriguanos o, ava guaraníes– se alborotan por la presencia de españoles, hombres barbudos montados en bestias que tienen cañas de fuego y están en las cercanías de su territorio denominado Avarenda (la tierra de los avas) o la chiriguania, se extiende entre el río Ipita (Bermejo) en el sur pasando por los ríos Araguay (Pilcomayo), Parapeti,  río Guapay hasta alcanzar al norte el Piraí, Cuyambuyu, Itica Guasu, Iñiguasu, Ingre, Guacaya, Machareti, Isosog se extiende  entre las serranías de San Simón, Suaruro y la serranía del Aguaragüe al este y Tariquia y partes del Valle de Tarija al oeste.
Los chiriguanaes de esas regiones con mucha alarma, estableciendo haciendas y haciendo tratados con los naturales, alarmados más aún por la presencia de algunos de estos hombres por las riveras del Itica, los Mburuvicha (o Mburibicha, jefe) bajo la autoridad de un Tuvicha Rubica (o Tubicha, el más grande de grandes) emprenden la tarea de enfrentar el peligro intensificando la resistencia a la conquista, asolaron los nuevos pueblos de cristianos destruyendo matando y raptando a los seguidores cristianos y así ocurrió por muchos años retornando después de un tiempo con botines o tributos a sus rancheras.
El Virrey Francisco Álvarez de Toledo, recibió en 1568 una orden real para emprender la guerra contra los chiriguanaes. El Virrey apreció la necesidad de organizar, ya no fuerzas que detuvieran esporádicamente a las tribus chiriguanas, sino de establecer centros desde los cuales se pudieran contener tales ataques, el papel del Virrey era evidente, defender a estas víctimas y, de hecho, las instrucciones dadas por Toledo al nuevo gobernador de Santa Cruz, en 1571, le intiman ofrecer «amparo y defensa» a los indios de los llanos contra los chiriguanaes. Con gente del Perú y reclutada en todo el trayecto, en 1573 Toledo destacó desde La Plata dos contingentes, uno hacia Tomina y el otro en dirección del río Pilcomayo por el Valle de Tarija, y el mismo llegó a este.
La noticia de la presencia de españoles armados y montados a caballo secundado por un gran contingente de indios capitaneado por el mismo Virrey Francisco de Toledo bajando por el lado de Cuzco, siendo su derrotero el Valle del Abatire y el Itica, en una entrada general de enfrentamiento a los querembas alzados y maloqueros, el Tuvicha Rubica instruyo a los Mburivicha regionales evitar el enfrentamiento directo y dedicarse a fugaces y efectivos ataques en lugares estratégicos, evacuar, quemando las cosechas, espantar los animales en el propósito de extenuar de hambre a los españoles.
En agosto del año, el Virrey Toledo, sus capitanes y los indios deambularon por sierras, montes, quiebras y cañones plagados por sabandijas e insectos, hambrientos y acosados por contingentes de chiriguanaes de manera permanente en veloces estocadas; convierten en fracaso la incursión, el Virrey y muchos españoles e indios aliados se enfermaron del "chuccho", no les quedó otra que emprender la retirada esta vez para salir a Tariquia y directo al norte del Valle de Tarija, el virrey enfermo, delirante y con "chuccho" de rato en rato, fue colocado en una gran canasta de bejuco y transportado en hombros de los indios aliados.
Rodeado de un monte bravo, en las orillas de un río se encontraba el cacique chiriguanae Itau (piedra negra), llegó a los maltrechos hispanos, informado por sus quereimbas de que los españoles e indios aliados se encontraban hambrientos y enfermos de “chuccho”, Itau feroz e inteligente Mburuvicha regional había ordenado seguir la llegada de la gente del Virrey desde el momento mismo que cruzaron el Itica, pudo exterminarlos más el triste espectáculo del enfermo, encanastado y seguido a prudente distancia por una procesión de viejos guerreros, viejas y niños acosando de manera continua y a voces con cantos hirientes: "ahí va esa vieja secándose en su cajón del escarmiento que le dio nuestro Mburivicha Cuyambuyu", "dejen a esa vieja que la comeremos".
Itau movilizó a sus guerreros para una atenta vigilancia a los que llegaban y a los que lo acosaban, los chiriguanaes del Abatire al darse cuenta de que ingresaban a territorio de Itau callaron sus gritos, y para no ofender al regio Mburivicha de Itau emprendieron el retorno a su valle.
A la presencia de Itau y sus quereimbas, los españoles rodean al Virrey prestos a morir peleando, ocurrió que los quereimbas de Itau, completamente dueños de la situación, no arremeten por órdenes de su Mburuvicha, los desdichados españoles y su distinguida carga se sumergen en un silencio mortal, roto por la voz de Itau requiriendo respuesta del motivo de su presencia, el lenguaraz explicó los avatares del Virrey, mismo que solicitaba a Muburuvicha clemencia y ayuda para retornar al valle de Tarija.
El regio Itau, conocedor de lo peligroso e importante de su visita, sin explicación a pesar de saberlo enemigo y tener la gran oportunidad de descabezar a las huestes conquistadoras, se compadeció de los hispanos y del representante del Rey, seguramente de ver el triste espectáculo que daba tan magnífica autoridad y sus deshechas tropas, permitió que reposen y se curen de sus enfermedades con “quina quina”, luego de un tiempo, con el Virrey mejorado se marcharon a los valles de Tarija por la ruta de Iñiguasu, basta decir que Francisco Toledo no pudo reponerse totalmente de su enfermedad adquirida en la chiriguania y falleció en 1582 en España.

##### Expedición de Luis de Fuentes y fundación
Posterior al acontecimiento en el Chaco, a fines de 1573 el Virrey Francisco Álvarez de Toledo estuvo en busca de quien pudiese ser en realizar una expedición y fundar una villa en el Valle de Tarija, tras reunirse con varios hidalgos, y ser rechazado por ser una empresa cara y peligrosa.
A finales del año, el superior de los Dominicos (priori) sugirió que la persona ideona para fundar una villa en un lugar peligroso era el sevillano Luis de Fuentes y Vargas.
El 22 de enero de 1574, Fuentes y Vargas con el Virrey Francisco de Toledo, se reunieron en el despacho del virrey, por Real Provisión Toledo dio el título de Capitán, Corregidor y Justicia Mayor a Luis de Fuentes y ordena que la fundación se hiciese de inmediato y se atribuye la protestad de nombrar la villa como San Bernardo, en honor al Santo Bernardo de Fontaine, Santo aclamado en la reconquista de España, Toledo llevó el nombre del Santo emulando y apelando a la historia, de cuando el Rey de España, Fernando III de Castilla, cofrades de San Bernardo, quien ordenó la expulsión de los moros de Sevilla el agosto de 1247, mes del Santo Bernardo.
De este modo inició la Cuarta Expedición al Valle de Tarija, Luis de Fuentes junto con el Capellán de la Orden de los Dominicos, Francisco Sedeño, obtienen aproximadamente 50 españoles en su mayoría andaluces, vascos y algunos extremeños, se dirigió a Potosí por subsidios y luego fue dirigiéndose por cortos caminos preincaicos que se encontraban en el norte de los Cintis y siguiendo recto hacia el sur, llegó al Río San Juan del Oro donde encontró algunas familias de tomatas (fueron los que lograron escapar de la invasión de los incas) con quienes se aliaron a los hidalgos, posteriormente a inicios de abril bajaron por Marquiri, Tomayapo, Paicho y luego por Calama donde se encontraron a otro pequeño contingente de tomatas y; entre abril y junio hubo distintos campamentos siendo el más conocido la ya bautizada en 1539 Tarixa La Viexa (o Tarija La Vieja). El 4 de julio de 1574 llegaron a una colina de tipo llanura, boscosa y verdosa con la sensación térmica de Andalucía, entre cerca de la ribera izquierda de un río ancho y caudaloso, se cortó las malezas y fue donde Luis de Fuentes y Vargas incrustó su espada al suelo y ordenó levantar el tronco de justicia (o picota, probablemente de Sauce o Algarrobo) donde se clavó el acta de fundación y se leyó junto a la Real Cédula, con el nombre de Villa de “San Bernardo” de la Frontera de Tarija, y menciona en línea directa a los indios que las tierras pasan a ser tierras españolas del Rey de España y los indios son vasallos del Rey Felipe II y directamente pasan a ser indios españoles.
La jurisdicción o territorio inicial de la ciudad de Tarija en 1574 se extendía unas 20 leguas (aproximadamente 110 km) al oeste, cerca de limitar con los territorios de los pueblos de los chichas (Modesto Omiste y de Sud Chichas) y a las zonas de Nueva Chocaya y Tierra de Paz al noroeste; y más de 30 leguas (aproximadamente 165 km) por el este, norte y sud abarcando los pueblos chiriguanos de Guancané (o Guacané), Guacara (o Guacaya) y Comechones, que estaban comprendidos en la parte septentrional y oriental del Chaco.

“…y porque estoy informado quen en vos, el dicho Luis de Fuentes, concurren las partes y calidades que se requieren para vsar el dicho ofiçio de capitan y justicia mayor de la dicha uilla de Sant Bernardo de Tarija y su juridiçion a de ser veinte leguas de juridiçion hazia los indios chichas y tierra de paz, y en lo que toca a la juridiçion que aueys de thener hazia los chiriguanaes, e pueblos de Guacane e Guacaya e Comechenes, se os a de dar y dará juridiçion que convenga, porque a de ser sin perjuizio de las demas poblaciones que se hizieren, y por agora os señalo treinta leguas por aquella parte hazia los dichos chiriguanaes por la limitación que se hiziere en la medida de las leguas mandé dar en la presente…”

### Autonomía dentro del Virreinato del Río de La Plata

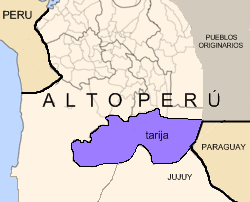
Tarija en 1825, integrada como una de las Provincias Unidas del Río de la Plata.

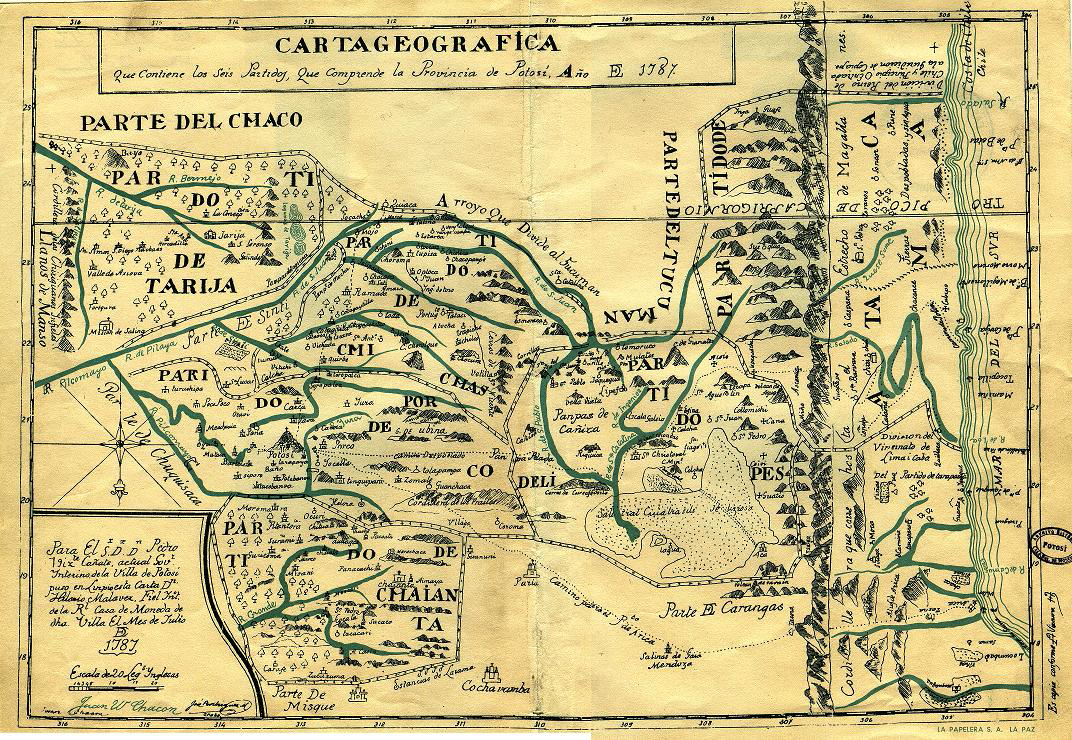
Mapa de la Intendencia de Potosí. 1787 Pedro Vicente Cañete. Según el relato de este mapa Tarija era parte de la Provincia de Potosí.

En el siglo XVIII y hasta inicios del siglo XIX fue parte del Virreinato del Río de la Plata. El 1 de diciembre de 1780 el virrey Juan José de Vértiz y Salcedo creó el gobierno político de Tarija, separado del corregimiento:

A vos Don Joseph de Arze, vecino de la villa de San Bernardo de Tarija, salud: sabed que por un auto que proveí en veinte y uno del corriente, con parecer de mi Asesor General el Dr. D. Claudio Respigliosi, he resuelto encargaros y poner á vuestro cuidado el Gobierno Político de esa dicha villa, con inmediata subordinación á este Superior Gobierno, para que rijáis y gobernéis en ella y todo su  distrito, como lo han regido y gobernado y debido hacer los corregidores de ellas, por el tiempo de mi voluntad; (...) con inmediata subordinación á este Superior Gobierno, y sin dependencia alguna del corregidor de esa provincia (...)

Dos cédulas del rey Carlos IV de España del 17 de febrero de 1807 ordenaron segregar el "partido" de Tarija de la Intendencia de Potosí y del Arzobispado de Charcas e incorporarlos a la Intendencia de Salta del Tucumán y al Obispado de Salta:

El Rey — Gobernador-intendente de la Provincia de Potosí. —

Para el mayor bien y felicidad de mis vasallos de, Salta del Tucumán, he tenido á bien mandar, á consulta de mi Consejo de las Indias de diez y nueve de octubre del año de mil ochocientos cinco, se erija un nuevo Obispado, cuya capital sea la de aquella Provincia, asignando á la nueva diócesis, entre otros territorios, todo el partido de Tarija de esa Intendencia, cuyo partido he mandado se ponga bajo la jurisdicción del nuevo Obispo de Salta, y de su Intendencia, separándole de la de Potosí, como se previene respectivamente en cédula de esta fecha. Lo que os participo para que tengan entendido quedar sugeto dicho partido á la jurisdicción de la Intendencia de Salta, que hasta ahora ha pertenecido á la nuestra, haciendo por este medio más útiles los derechos de aquel Intendente, por su inmediacion al Chaco y sus Reducciones. En consecuencia le facilitareis y remitireis como muy particularmente os lo mando, los autos, documentos y papeles que existen en nuestro archivo respectivos al citado partido de Tarija así en lo gubernativo, como en lo contencioso, sin permitir se pongan embarazos, ó reparos que dificulten, ó dilaten la remisión de todos los que sean necesarios para su gobierno, contribuyendo vos por vuestra parte á que tenga el más cumplido efecto esta mi real resolución, por ser así mi voluntad.

Fecho en el Pardo, á diez y siete de febrero de mil ochocientos siete. — Yo el Rey — Por mandato del Rey nuestro señor — Silvestre Collar —

El 25 de julio de 1807 se convocó a un Cabildo Abierto donde los tarijeños se alzaron contra la nueva administración de la Corona de España, en el cabildo los tarijeños aceptaron la separación de la intendencia de Potosí, pero de manera amotinada y violenta se negaron formar parte de la intendencia de Salta del Tucumán; esto pasaría porque cuando Tarija era integrante de Potosí, fue mal gestionada por los intendentes y autoridades potosínas, llegando inclusive al olvido del territorio. Sin presencia de estas como autoridades, Tarija sufría escándalos, robos, asesinatos y estafas por forasteros salientes altiplano y de distintas regiones; de esta manera los tarijeños dedujeron que sería prácticamente lo mismo si fuese parte de Salta del Tucumán, aun así teniendo más conexiones con esta; también serían conscientes de que si en casos trágicos, como los anteriores ya mencionados, tuviesen que nuevamente a acudir y pedir auxilio de la Audiencia de Charcas, Gobernación del Paraguay e incluso a la Gobernación de Buenos Aires. De ese modo el pueblo tarijeño proclamaron la libertad e independencia del territorio de Tarija contra el gobierno de Salta. En transcurso, la corriente y movimientos fue tomando cuerpo, esto porque estaría pasando lo deducido, ya que los gobernantes no daban soluciones a los problemas de los ataques de los aborígenes. La corriente concluyó en un petitorio donde se destacaban distintos puntos, entre estos: se ponía relieve a los errores de la Corona de España con demandas orientadas para promover el progreso de la región y felicidad de los habitantes y el pedido de autonomía de Tarija respecto a Salta. 
El documento decía:

El pueblo de Tarija recorre con honor la historia de estos males, y deseando poner fin a ello, o remediarlos en la parte que esté a su alcance, pide que se le declare por la Excma. Junta Gubernativa, libre e independiente del Gobierno de Salta, cuyas funciones deberán recaer en este Cabildo, y Junta, bajo de los reglamentos y estatutos que tengan a bien dictar aquella Excma. Para que se miren por estos Magistrados con la mayor consideración unos objetos que tanto interesan al bien público.

Este petitorio sería firmado por la mayoría de los cabildantes y representantes y; sería presentado al Cabildo, a instancias del pueblo y a su voz y nombre, por el encabezador de los movimientos, José Manuel Núñez de Pérez, capitán del Regimiento Provisional de Voluntarios de Carrera y síndico procurador general de la Villa y su jurisdicción; existió una minoría que no aceptaría este pedido.
Estas acciones tomadas por los tarijeños, habían desencadenado furor dentro de las administradores virreinales. La Corona de España, al estar en conflictos en Europa, tuvo que dejar de lado los reclamos, protestas y rebeliones violentas que ocurrían en Tarija y; dejarían al territorio bajo disposición de las propias autoridades tarijeñas, de esta manera Tarija se constituiría como una Gobernación –territorio autónomo– la cual se gobernaba mediante el Cabildo, con autoridades elegidas por el pueblo, estos organizaban la administración de la economía y las fuerzas militares. La correspondiente bula pontificia para la modificación de los límites de las diócesis, no pudo expedirse debido a que el papa Pío VII se hallaba prisionero de Napoleón Bonaparte, debido a esto Tarija al no tener una organización para un obispado, acató la sección del ámbito religioso y se integró al obispado de Salta.
El Virrey del Río de la Plata Santiago de Liniers ordenó al Cabildo de Tarija el cumplimiento de la real cédula el 27 de abril de 1808:

Por Real cédula de 17 de febrero del año próximo pasado, que en testimonio se me ha dirigido por el Gobierno Intendencia de Salta, y que consta comunicada á V. S. por el de Potosí, se previene la agregación de ese Partido al referido Gobierno Intendencia de Salta; y en su consecuencia, prevengo á V. S. proceda á su cumplimiento, reconociendo por Gefe de ese distrito al de la enunciada Provincia.—Dios etc.—abril 27 de 808.—Al Cabildo Justicia y Regimiento de la Villa de Tarija.

A solicitud de aclaración del primer obispo de Salta, a quien el rey le había dirigido una Real Cédula de nombramiento indicándole el pase jurisdiccional de los partidos de Tarija y de Chichas a Salta, otra Cédula Real del 2 de marzo de 1811 expedida por el Consejo de Regencia, aclaró:

Que habiéndome dignado declarar la agregación al Obispado e Intendencia de Salta de todo el partido de Tarija, que antes pertenecía al Arzobispado de Chárcas, me sirva también declarar, para evitar dudas y dilaciones, que en medio partido de Tarija está comprehendido Chichas, porque así lo informó el Márquéz de Sobremonte, Gobernador entonces de Córdoba del Tucumán cuando me propuso la división del referido nuevo Obispado, y porque así se colije del artículo 1.° de la Real Ordenanza de Intendentes, como que fueron siempre reputados por uno mismo.
(...) entendiéndose que debe considerarse incluso en el territorio de este último, el Partido de Tarija con Chichas.

Dado que la aclaración del rey fue en 1811, Chichas quedó fuera del principio de uti possidetis de 1810 y no formó parte de la intendencia de Salta del Tucumán antes de la Revolución de Mayo que estalló en Buenos Aires, capital de virreinato del Río de la Plata. Por esa razón, ese territorio no fue reclamado por la delegación argentina. Sin embargo, aunque no se tendría respuesta del Cabildo de Tarija sobre si acataría el acto de integrarse nuevamente a la intendencia Salta del Tucumán, varios autores argentinos sostuvieron la tesis de que cuando Tarija se constituyó como republiqueta (perdiendo parte de su autonomía), comprendía Chichas, entre ellos: Leguizamón y Mariano Zorreguieta (Apuntes históricos de Salta en la época del coloniage de 1872).
En 1813 Tarija, constituido como republiqueta, el director Supremo Gervasio Antonio de Posadas estableció que Salta, Jujuy, Orán, Santa María y Tarija, pasaban a integrarse a la Provincia de Salta; de esta manera esta extensa gobernación pasó a tener poca presencia autonómica durante su emancipación.

### Guerra de la independencia

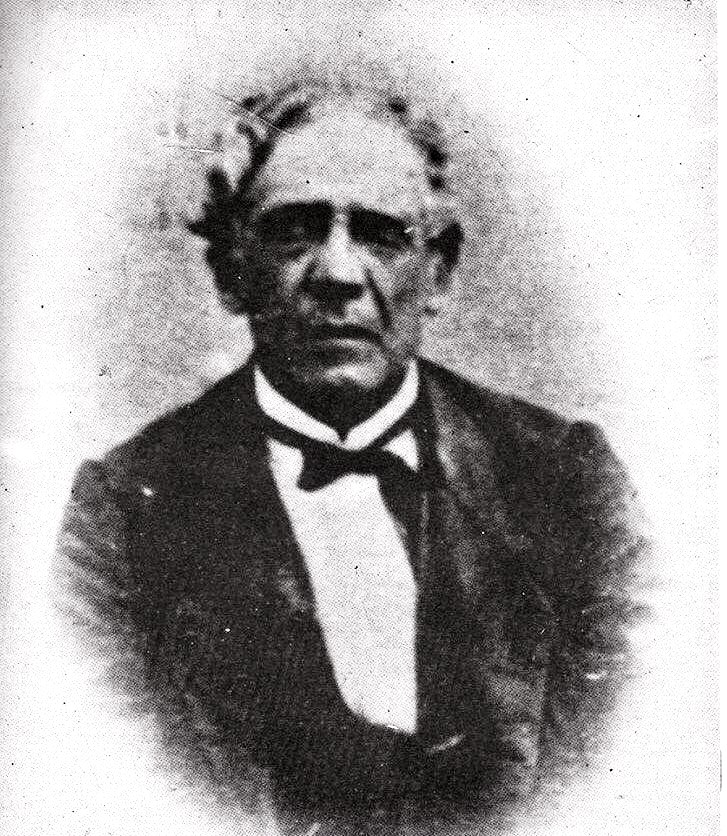
Mariano Antonio de Echazú, alcalde presidente cabildante de Tarija.

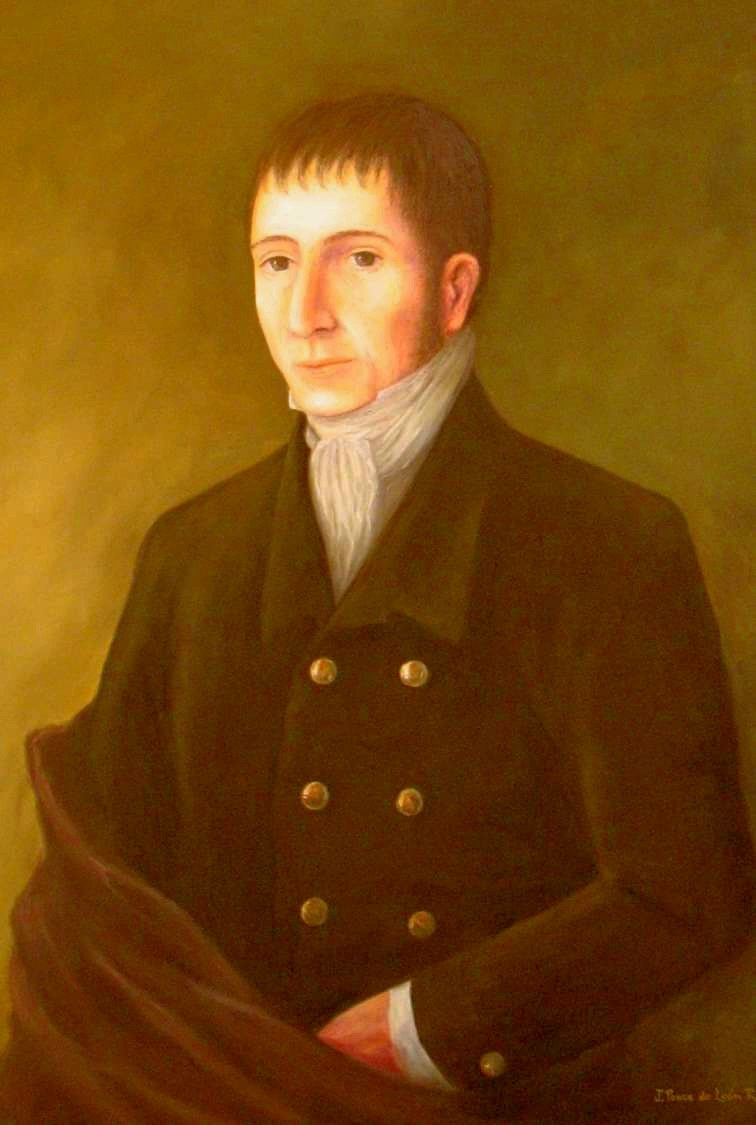
José Julián Pérez de Echalar, diputado por Tarija en la Junta Grande, Primer y Segundo Triunvirato de Buenos Aires.

Al estallar la Revolución de Mayo en Buenos Aires, el 25 de mayo se organizó un Junta Grande de Buenos Aires e hicieron llegar 2 pliegos a cada provincias del interior, donde el primer pliego pedía que los Cabildos Capitulares reconozcan la Junta Grande y otro pliego pidiendo la elección de los diputados representantes de cada provincia. El sábado 23 de junio Diego José de Pueyrredón llega a Tarija y presenta los pliegos al presidente cabildante y alcalde de primer voto de Tarija Mariano Antonio de Echazú, al ver la trágica situación de apoyar o no apoyar a Buenos Aires, se llegó a un acuerdo y el lunes 25 de junio de 1810 el Cabildo Capitular de Tarija, dirigida por Mariano Antonio de Echazú, fue junto con Tucumán en adherir o apoyar a la Revolución de Mayo de Buenos Aires, esto dio al inicio de la independencia contra los realistas en Tarija, entre otra difícil situación de la elección de diputados, en un cabildo abierto el jueves 18 de agosto de 1810, fue elegido por la gente y por los cabildantes al destacado joven abogado José Julián Pérez de Echalar como diputado representante por Tarija, en el mismo día se ratifica el apoyo a Buenos Aires que se dio el 25 de junio. Posteriormente de los hitos, inicia la Guerra gaucha, constituyéndose la Republiqueta de Tarija integrando en las Provincias Unidas del Río de la Plata perdiendo así una parte de su autonomía. En un inicio la Guerra Gaucha en Tarija se destacaron los dos primeros grandes caudillos chapacos: desde el año 1811  el caudillo Ramón Rojas y su sobrino Manuel Rojas quienes lucharon como militares de las Provincias Unidas del Río de la Plata y ambos murieron heroicamente combatiendo contra los realistas.
Se organizó el Ejército del Norte, conformada por argentinos, en los que obviamente los tarijeños formarían parte, el ejército del norte era organizado para liberar de los realistas a las provincias del Alto Perú. Los tarijeños tuvieron participación desde un principio hasta el final, el alcalde de Tarija Mariano Antonio de Echazú envió a un batallón de 600 hombres del Regimiento Provisional de Caballería de Tarija que serían comandados por el gaucho José Antonio de Larrea para contribuir en el ejército en el Combate de Cotagaita, pero este resultando en la primera derrota patriota; en la segunda etapa de las campañas auxiliadoras al Alto Perú el batallón de Tarija sería dividido en 300 hombres, para pelear el 7 de noviembre de 1810 se libró la Batalla de Suipacha, en la que los ejércitos auxiliadores comandadas por el Gaucho Martín Miguel de Güemes y José Antonio de Larrea; tras triunfar en Suipacha se logró fue la primera victoria por parte de los patriotas; se lograron rescatar solo cinco nombres de tarijeños que contribuyeron, Basilio Íñiguez quien murió en la batalla, Manuel Jaramillo, Manuel Álvarez, Domingo Morales y Leandro Pacheco quienes fueron rescatados heridos.

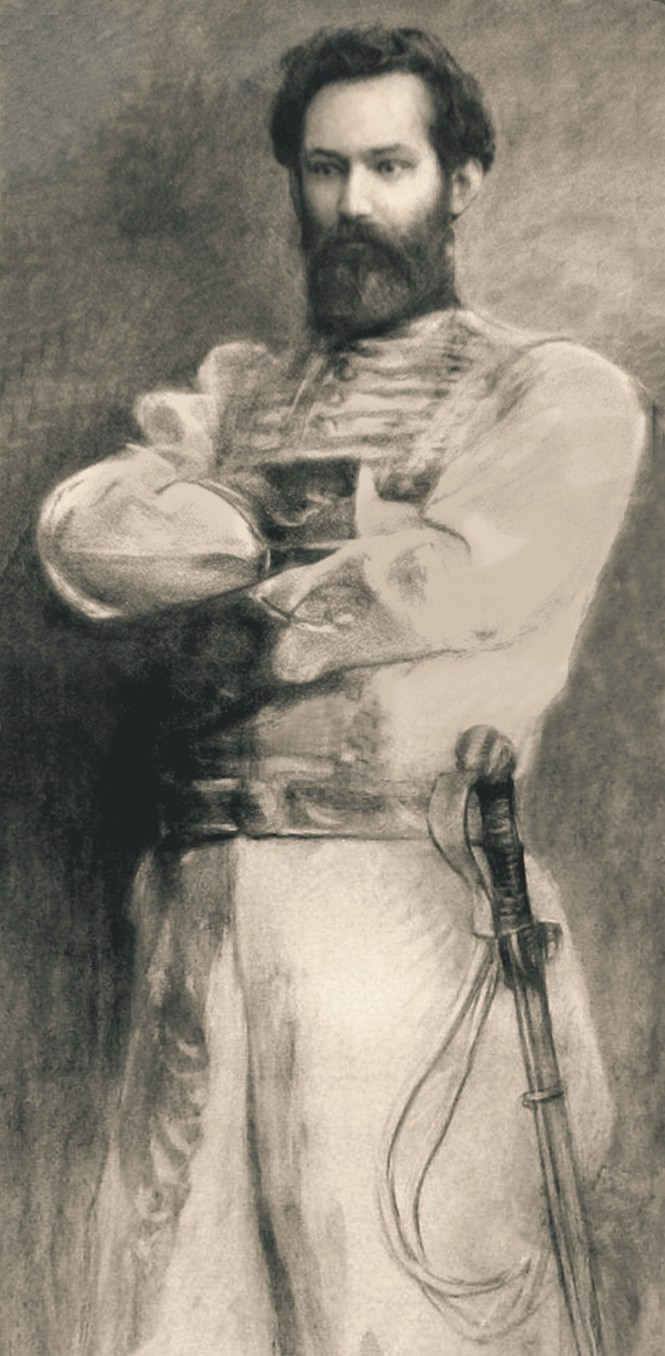
Martín Miguel Juan de Mata Güemes Montero de Goyechea, comandante del ejército del norte y gobernador de la Intendencia de Salta (1815-1821)

El 8 de octubre de 1811 Tarija sufre la invasión de las tropas realistas comandadas por José Manuel Goyeneche y Jossef Andrés de Santa Cruz y Calahumana, estos encarcelan a las autoridades tarijeñas, se reprime a la población y son sometidos a series de castigos y al exilio, esto fue porque Tarija apoyó a la Junta Grande de Buenos Aires, siendo que estaba cerca de Tupiza donde los realistas estaban en el gobierno, de esta manera Tarija fue el primer pueblo patriota en ser invadida por tropas realistas, en esto el tarijeño Corregidor ya declinado por Goyeneche, Ambrosio Catoira, quién apoyó anteriormente los Cabildos de Tarija del 1810, Catoira apoyó la invasión de Goyeneche y Santa Cruz de Calahumana por amenazas de estos, de ese modo se convirtió en el primer traidor de Tarija y traidor a los postulados a la Revolución. El mes de febrero de 1812 llega el capitán Martín Miguel de Güemes con su armada por órdenes del general Eustoquio Díaz Vélez, el Gaucho Martín Güemes en un combate derrota a las tropas realistas y libera a Tarija en febrero de 1812. 
El 24 y 25 de septiembre de 1812 se libró la batalla de Tucumán, los patriotas comandados por el general Manuel Belgrano contaban con mil jinetes, 800 infantes y 4 cañones de 6 libras, mientras que las fuerzas realistas comandados por el general Juan Pío de Tristán y Moscoso estuvieron constituidas por tres mil hombres y 13 piezas de artillería. Tarija fue partícipe y contribuyó a esta victoria con su caballería y guerrilleros, destacándose el sargento mayor Pedro Antonio Flores.
El 20 de febrero de 1813 se libra la batalla de Salta, el ejército patriota comandado por Manuel Belgrano combatió contra los realistas que conducía Pío Tristán, en esta acción militar, participaron guerrilleros Tarija acompañados del capitán Apolinario "Chocolate" Saravia.

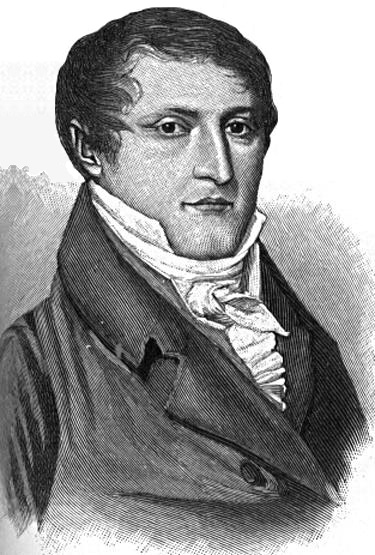
Manuel José Joaquín del Corazón de Jesús Belgrano, general del Ejército del Norte (1812-1814,1816-1819)

A fines de 1816 empezó una nueva invasión a territorio rioplatense, el realista José Melchor Lavin había llegado a Tarija con sus tropas, fue nombrado gobernador,
José de La Serna y Martínez de Hinojosa llegó a Tarija en diciembre de 1816, en enero de 1817 Antonio María Álvarez Tomás tomó posesión a gobernador pero a fin de ese mes declinó, La Serna dejó Tarija para ir a Salta y Jujuy, dejó como comandante y gobernador a Mateo Ramírez y subcomandantes a Andrés de Santa Cruz y a Malacabeza.
El 14 de abril de 1817 comienza la Batalla de Tarija (conocida como la Batalla de La Tablada), por la tarde llega por sorpresa Gregorio Aráoz de Lamadrid con sus tropas a Tarija, esto por provisiones, caballos, monturas y por un receso antes de ir a su expedición al Alto Perú, Aráoz sería avisado de que realistas estaban en la Villa y en Concepción, más tarde Aráoz Francisco Pérez de Uriondo y distintos caudillos le esperaron en el río Guadalquivir cruzando este y se dirigieron al Campo de las Carreras, y llegaron a la Capilla de San Roque, los gauchos que estaban comandados por Aráoz y Uriondo combatieron e iniciaron fuego con los cañones a los realistas que estaban comandados por Mateo Ramírez, estos se encontraban en la plaza mayor y en el Cabildo que estaban protegidos con trincheras que mandó a platar La Serna a inicios del año, Aráoz exigió la rendición de Ramírez, pero este lo rechazó, por la noche los patriotas hicieron rondas y lograron atrapar distintos emisarios realistas. El día siguiente el martes 15 de abril por la mañana los patriotas se organizaron para seguir con la batalla, pero fueron avisados de que los realistas comandados por Malacabeza que ya habían llegado a Tolomosa, esto para auxiliar a Mateo Ramírez, Andrés de Santa Cruz estaría por casualidad en la Villa para ayudar a Ramírez, pero logró ser capturado. Un contingente de patriotas comandadas por Uriondo y por distintos caudillos se quedaron cercando la ciudad para que Mateo Ramírez y su gente no se reúna con los realistas que llegaron al Campo de La Tablada, Aráoz y su tropa patriotas llegaron a La Tablada a enfrentarse con los realistas que eran comandadas por el subcomandante Malacabeza. Por la tarde los triunfantes patriotas reunieron a los realistas en la capilla de San Juan, parte oeste de la Villa, Aráoz exigió la rendición de Mateo Ramírez en la que este aceptó, más tarde juntaron a las dos tropas realistas con las cabecillas de Ramírez, Malacabeza y Andrés de Santa Cruz en el campo de las Carreras para exigir sus rendiciones los cuales aceptaron. Aráoz de Lamadrid se quedó en Tarija hasta el día 5 de mayo, para organizarse y después partir al Alto Perú para llegar a Oruro y cumplir las órdenes de Manuel Belgrano, antes de irse mandó a posesionar a Francisco Pérez de Uriondo como Gobernador de Tarija. Lamadrid volvió a Tarija escapando de La Plata por las tropas realistas, llegó a Tarija entró a Padcaya y luego a Toldos.
El territorio fue liberado e integrado nuevamente a las Provincias Unidas del Río de la Plata. El 11 de julio de 1817 llegó a Tarija el realista Mariano Ricafort Palacín y Abarca con sus tropas ordenó matar a varios habitantes, ganados y quemar el cabildo, por esto el gobernador Francisco Pérez de Uriondo ordenó a todos los habitando que se reúnan en Padcaya y organizó un campamento de lucha y bajó a Jujuy y a Salta donde se enfrentaron a los realistas y a Ricafort.

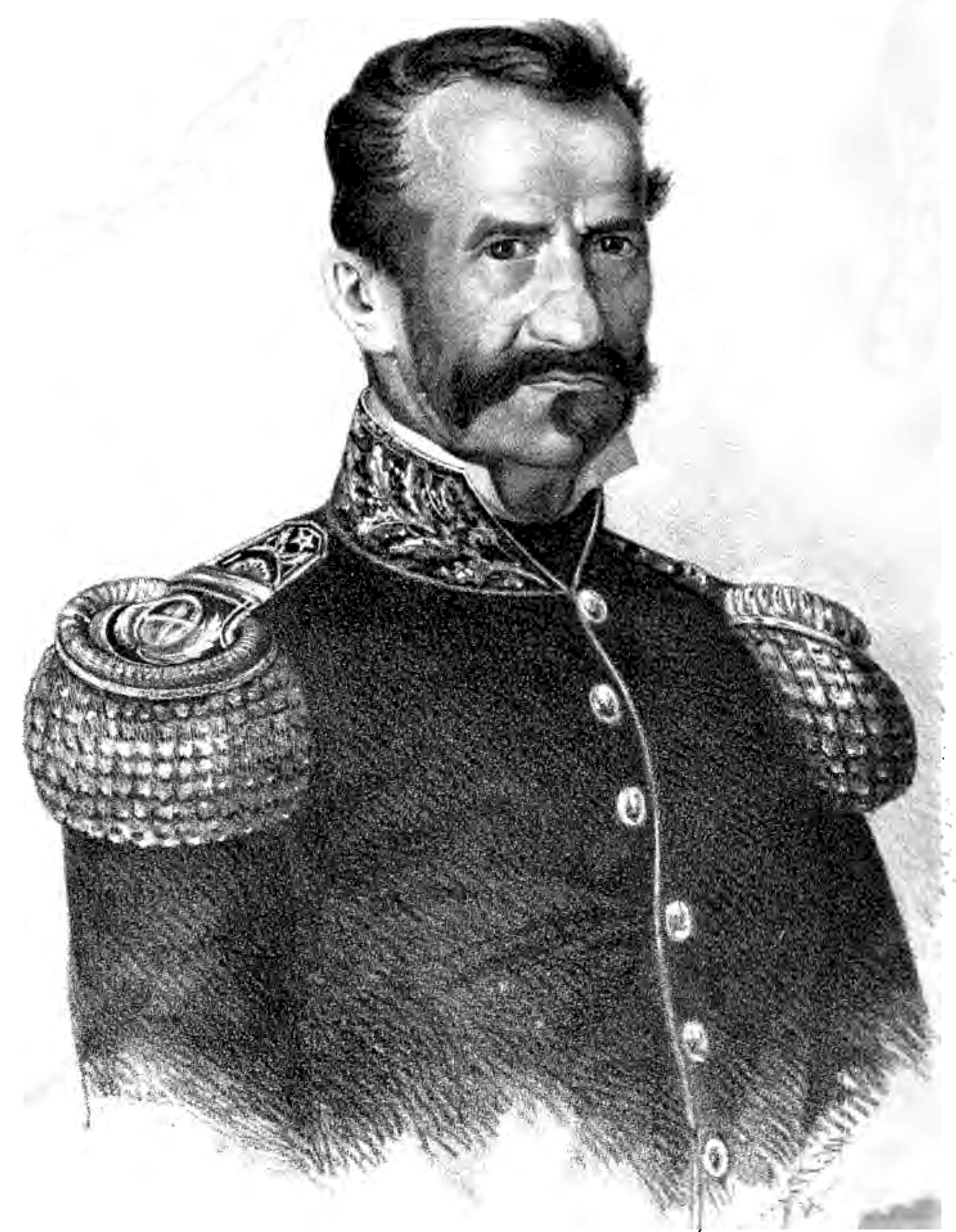
Gregorio Aráoz de Lamadrid, gobernador de Tucumán (1825-1826, 1826-1827, 1841), gobernador de La Rioja (1830-1831) y gobernador de Mendoza (1841)

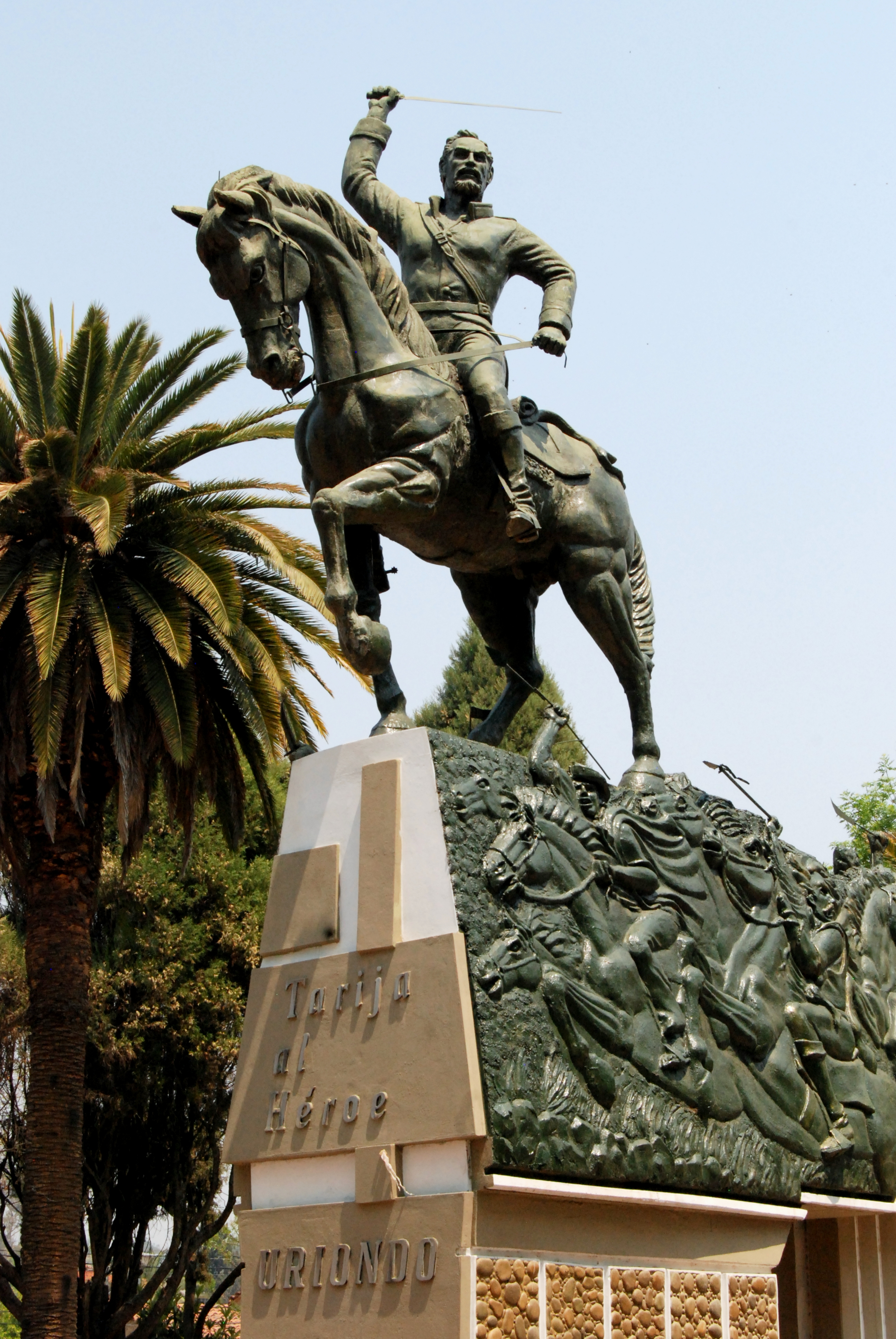
Monumento en honor al chileno prócer y caudillo de Tarija, Francisco Solano María Antonio Alberto Pérez de Uriondo y Menéndez, ubicado en Plazuela de Uriondo de la ciudad de San Bernardo de Tarija.

El 8 de marzo de 1825 Tarija estaría en manos realistas, en eso Eustaquio Méndez junto con su segundo comandante, el sargento mayor José María Aguirre Hevia Vaca en San Lorenzo se designaron a expulsar a los últimos realistas españoles de Tarija, Méndez mandó a José María Aguirre con orden de posesionarse en la capital en forma de presa, acto en la que los acorralaron a aproximadamente 15 realistas a mando de 2 oficiales, las tropas de Méndez y Aguirre desarmaron a los realistas y emanciparon el territorio, el 14 de marzo José Felipe de Echazú sería elegido gobernador por votos y aclamación de la gente.
El mayo de 1825 aparece el coronel irlandés Francis Burdett O'Connor Bowen y el Cnel. tarijeño Bernardo Trigo Espejo con tropas colombianas, por órdenes de Antonio José de Sucre invadieron Tarija y dieron un golpe de Estado destituyendo al gobernador tarijeño José Felipe de Echazú Arce. Trigo convocó a dos reuniones y envió cartas para Chuquisaca que mencionaban la anexión de Tarija al Alto Perú, pero los de Chuquisaca les denegaron. Posteriormente Simón Bolívar al no estar enterado, recibió reclamos de argentinos que se habían por parte de tarijeños, por lo que Bolívar ordenó a Sucre a declinar su ordenanza de las tropas colombianas, O'Connor y a Trigo. Sin embargo, el 26 de agosto de 1826, un Cabildo Abierto en la villa de Tarija proclamó la voluntad de pertenecer a Bolivia, restituyendo a Bernardo Trigo como gobernador, además de elegir tres diputados para el Congreso boliviano.
El 30 de noviembre de 1826 todo el territorio del actual departamento pasó a ser una provincia argentina o rioplatense, el territorio de la provincia Tarija tenía una extensión que variaba de 480 000  y de 450 000  km² (aunque ciertos historiadores dicen que su superficie fue de 183 116  km², Ver: Provincia de Tarija).

Ley - 2082 - Elevando a la categoría de Provincia, a la ciudad de Tarija y su Territorio.
El Congreso General Constituyente de las Provincias Unidas del Río de la Plata, ha acordado y sancionado siguiente ley
 Art. 1.º Queda elevado al rango de Provincia a la Ciudad de Tarija, con el territorio adyacente.
– Art. 2.º Se le declaran todos los derechos y prerrogativas que la Constitución y las leyes establecen a favor de las provincias.
– Lo que de orden del mismo Congreso se comunica a V. E. para su inteligencia y efectos siguientes.
.– Sala del congreso de Buenos Aires noviembre 30 de 1826.
– José María Rojas. presidente
– Alejo Villegas. secretario
– Al Exmo Señor Presidente de la República.
Buenos Aires diciembre 1 de 1826. –Enterado, publíquese y procédase con arreglo a lo acordado.
Rivadavia.
– Julián Segundo de Agüero.

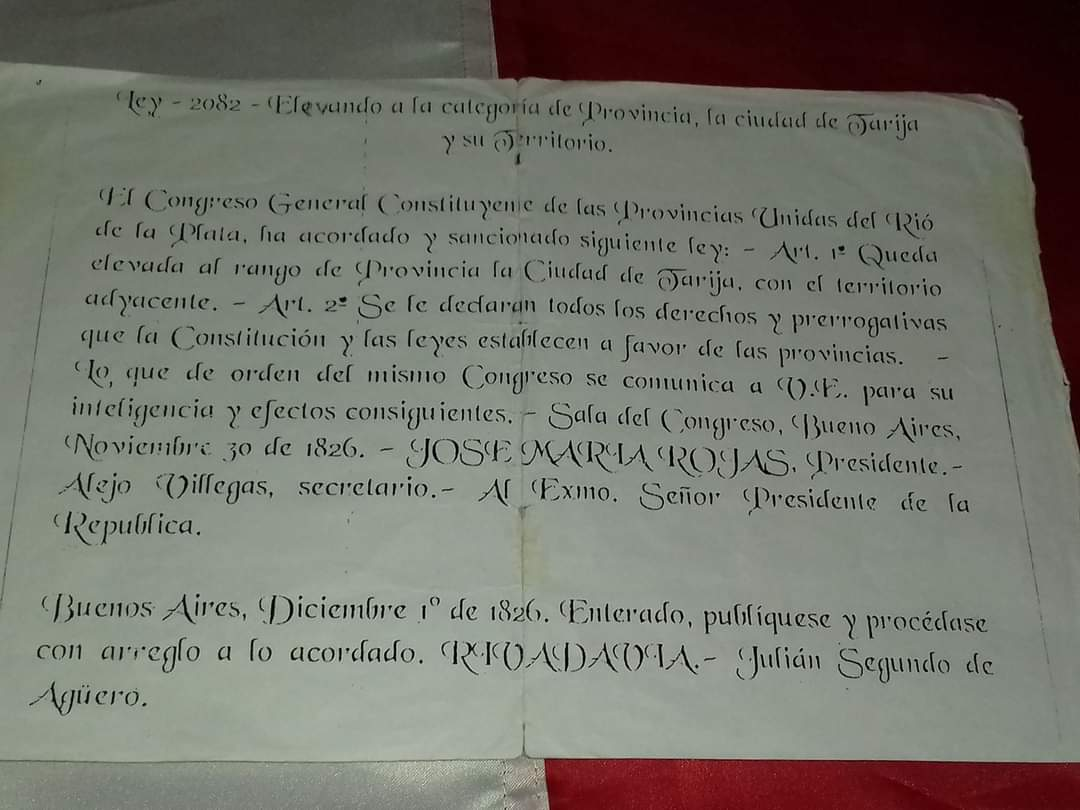
Ley 2082 de las Provincias Unidas del Río de la Plata

La creación de la provincia argentina (entidad federal de primer grado) fue por petitorios de los tarijeños hacia el tarijeño José Felipe de Echazú que estaba en calidad de diputado en Congreso de Buenos Aires logró elevar a Tarija al rango de provincia, Felipe Echazú presentó el proyecto de ley el 24 de noviembre de 1826 donde hubo una votación, logrando su victoria, el 30 de noviembre en promulgada y reconocida por el congreso, el 1 de diciembre es promulgado y reconocido por el presidente Rivadavia, el 24 de diciembre de 1826 Tarija es integrada a la Constitución de las Provincias Unidas del Sud.
En 1826 Tarija, con el rango de Provincia Argentina, abarcando a la provincia de Sud Cinti y de cierta manera las provincias de Sur Lípez y Sud Chichas aunque estas no eran oficiales.

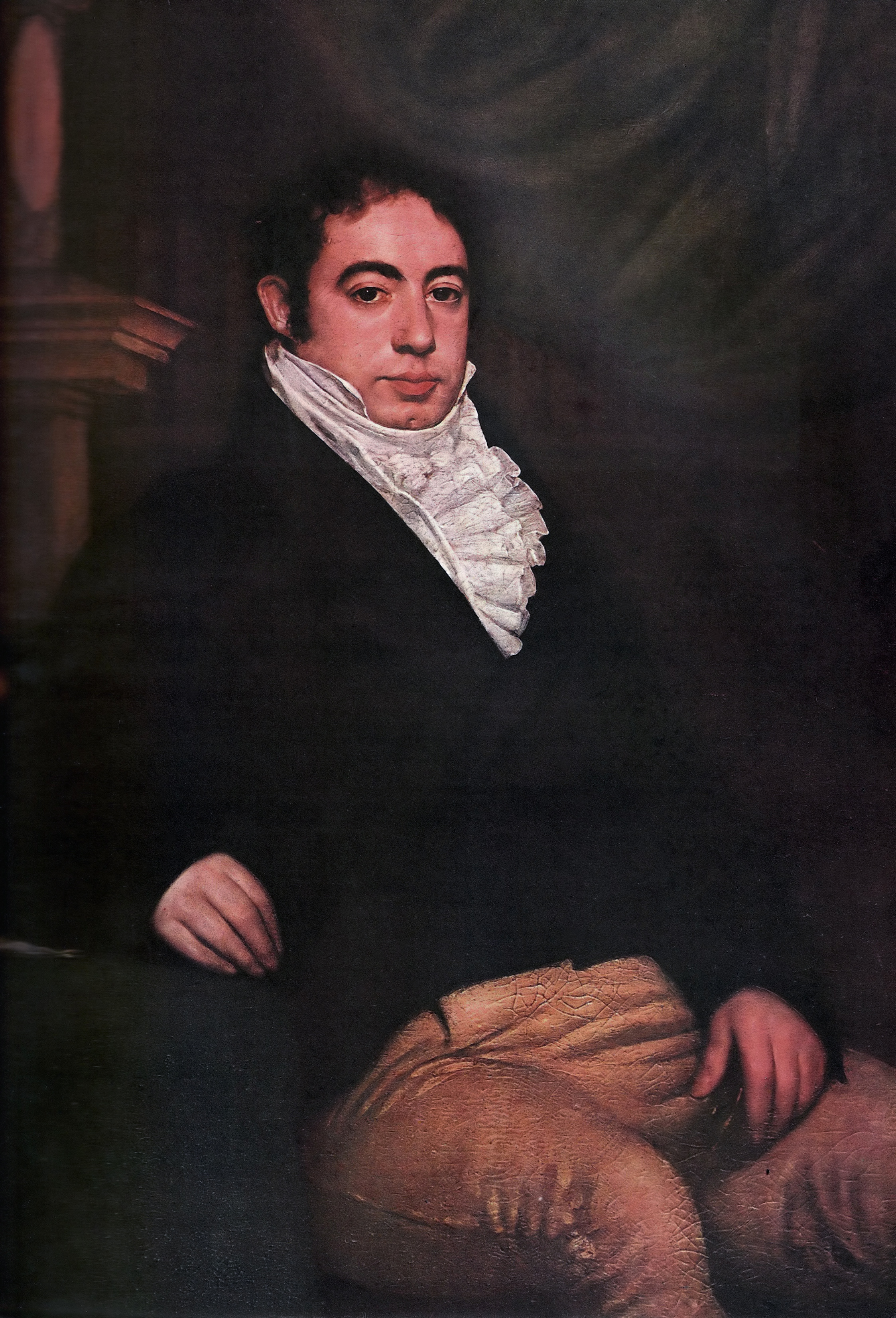
Bernardino de la Trinidad González de Rivadavia y Rodríguez de Rivadavia, presidente de las Provincias Unidas del Río de la Plata (1826-1827)

Sin embargo unos meses antes, cuando Argentina estaba en guerra con Brasil (Guerra argentino brasileña) comenzó la nuevamente la invasión de la recién creada Bolivia, por órdenes de Antonio José de Sucre mandó a Burdett O'Connor y a Bernardo Trigo junto con tropas colombianas a invadir y tomar el cabildo, desde ese momento se organizó reuniones y se escribió cartas para que el territorio de Tarija sea anexada a Bolivia.
Bernardo Trigo Espejo y Burdett O'Connor en la última reunión, mandó a traer al cabildo a las autoridades de los partidos o curatos de Tarija, donde fueron reprimidos y obligados a firmar la última carta hacia ciudad de Sucre, las autoridades al ser obligadas, y pensar de que las Provincias Unidas del Río de la Plata al estar enfrentando muchos conflictos internos y externos, tardarían demasiado para auxiliar a Tarija (la actual Argentina en esos años se encontraba sumida, tras la Guerra de la Independencia Argentina en una intensa y empobrecedora guerra civil entre federales y  unitarios), uno de los caudillos tarijeños Eustaquio Méndez al notar el caos económico y político al cual el centralismo porteño llevaba a las Provincias Unidas del Sud y al presenciar una invasión por parte de Trigo, O'Connor y las tropas colombianas, en esa época creyó que Tarija prosperará en la recién creada Bolivia al menos vendiéndole singanis y comerciando con los collas altoperuanos, Méndez firmó indiferentemente la carta que iba directo a Chuquisaca; los Uriondos, Echazús y la mayoría de la población consideraron que era mejor mantenerse en las Provincias Unidas del Sud (cuya continuidad de jurídica es la actual Argentina), prevaleció la opinión del caudillo de San Lorenzo Moto Méndez, y Tarija pasó a anexarse de forma de facta Bolivia, aun así sin derogar la ley 2082 sobre la provincia rioplatense de Tarija, pero la misma le significó un triste final al Moto, ya que tras haber evitado distintas guerras civiles en Argentina, cayó en una guerra civil boliviana al quedar bajo las órdenes del presidente boliviano José Miguel de Velasco, en efecto: Méndez y su tropa enfrentaron con los afines de Velasco en la localidad de Santa Bárbara, al perder el combate, Méndez y un contingente de su tropa lograron escapar pero fueron encontrados y dispararon al caudillo de San Lorenzo dejándolo herido, llevaron a Méndez que estaba herido al Cabildo y fue encarcelado en la celda denominada "Infiernillo", donde fue torturado, Francisca Ruyloba de O’Connor logró convencer al prefecto de facto Sebastián Agreda, de que Méndez sea trasladado a su domicilio, lugar donde recibió tratamiento por parte de Francisca Ruyloba, pero por la tarde del 4 de mayo de 1849 falleció el caudillo de San Lorenzo.

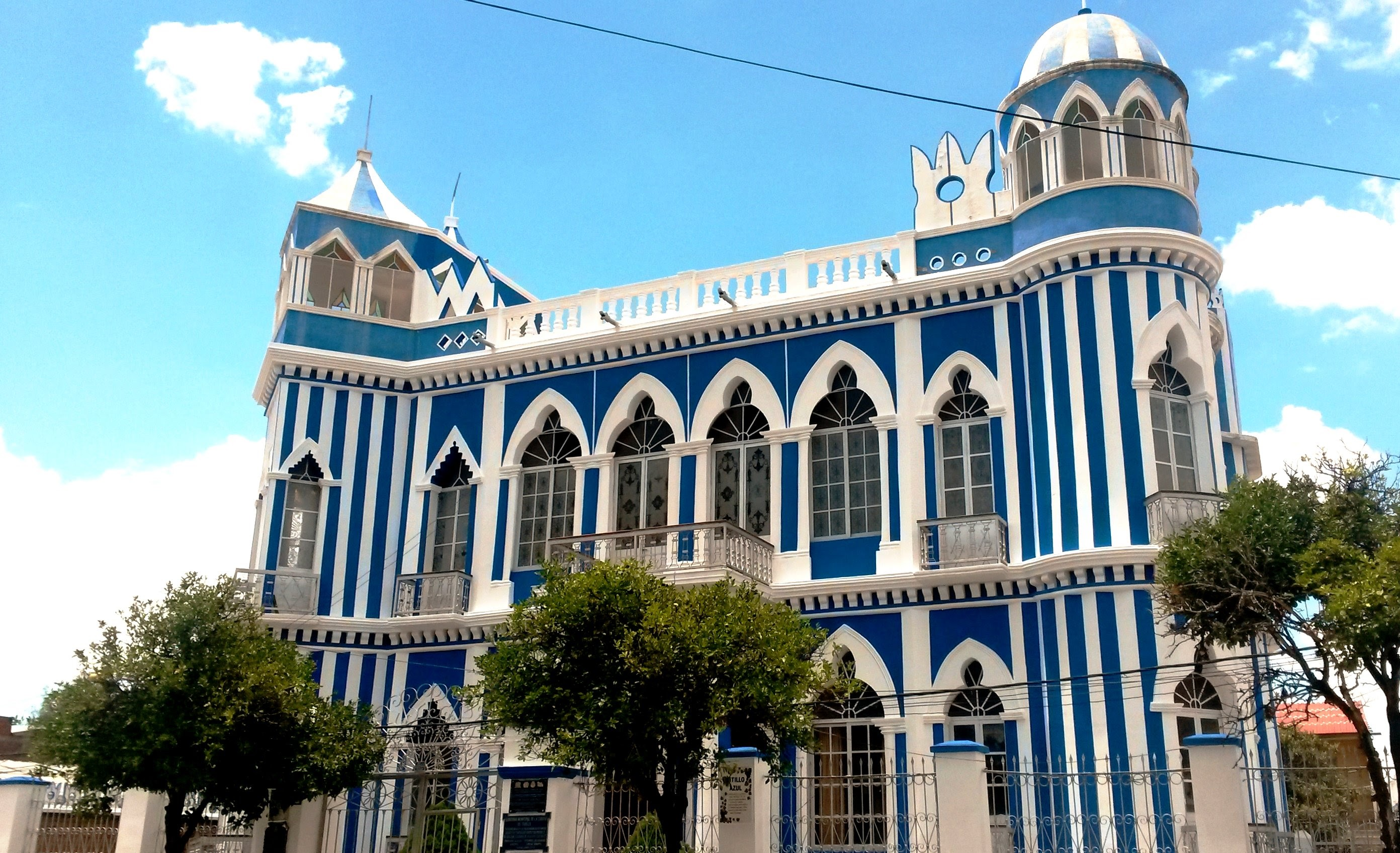
Castillo Azul en la ciudad de Tarija.

### Incorporación a Bolivia
El 24 de septiembre de 1831, el presidente de Bolivia, Andrés de Santa Cruz, promulgó la Ley de calificación de la Provincia de Tarija en departamento, esto aunque tenía una fuerte la posición de Casimiro Olañeta ante la promulgación. El proyecto de ley fue promovido y presentado por los diputados tarijeños Gabino Ibáñez y José María Aguirre. El 10 de noviembre de 1832, por Ley de la República de Bolivia, en el departamento ("Provincia") de Tarija, se creó la primera subdivisión importante, que sería la provincia de Salinas, con su capital del mismo nombre (hoy provincia de O'Connor).
Sin embargo, en la reforma de la Constitución Política del Estado de 1834, Tarija aún figuraba como provincia del departamento de Potosí y su máxima autoridad política era el Teniente Gobernador, por lo que recién accedió oficialmente a la categoría de departamento boliviano en octubre de 1839, mediante otra modificación a la Carta Magna. En el mismo mes se posesionó al primer prefecto de Tarija, Manuel Dorado.

### Autonomía
Desde 1880 los departamentos de Tarija y Santa Cruz lucharon por la descentralización.
En los años 2003 a 2004 el sentimiento autonomista, federalista e incluso separatista de los tarijeños siguió en crecimiento. El 15 de diciembre del 2006 se desarrolló el cabildo autonómico de Tarija, las sensaciones independentista con mayor presencia, pero a lo que se enfocaba el cabildo era en la busca de Autonomía Regional, como respuesta ante el centralismo boliviano.
El encabezador del proceso autonómico de 2007 a 2010 fue el primer prefecto electo, Mario Adel Cossío Cortez. El 2008 se realizó el Referéndum Autonómico, donde Tarija el 22 de junio logró un 80% de los votos a favor de la autonomía.
El 2010 se buscó el preciado federalismo para los tarijeños, pero en diciembre del año se llevó un golpe de Estado hacia gobernador Mario Cossío, quien estaba desempeñándose como primer gobernador de Tarija desde mayo de 2010. Tras la destitución de Cossío, Lino Condori Aramayo había sido elegido por el presidente Evo Morales y fue posesionado de manera de facta.

## Demografía
De acuerdo con el censo boliviano de 2024, la población del departamento de Tarija es de 534 348 habitantes.
La población del departamento de Tarija en los últimos sesenta y cinco años se ha quintuplicado, gracias a los migrantes del interior, más preciso por gente de los departamentos del occidente (departamentos de La Paz, Oruro, Potosí y Cochabamba):
| Año  | Habitantes | Fuente |
| ---- | ---------- | ------ |
| 1950 | 103.441    | Censo  |
| 1976 | 187.204    | Censo  |
| 1992 | 291.407    | Censo  |
| 2001 | 391.226    | Censo  |
| 2012 | 482.196    | Censo  |
| 2024 | 534.348    | Censo  |

| Evolución de la población del departamento de Tarija. |
| ----------------------------------------------------- |
|                                                       |
| Fuente: INE                                           |

### Idiomas
Por las leyes recientes se reconocen como oficiales los idiomas español y el guaraní.
El quechua y el aimara son hablados por gente que no son de Tarija, si no por personas procedentes del occidente o también de los valles centrales altiplanicos de Bolivia.
Los idiomas que también son reconocidos, son los idiomas wichí-weenhayek, qom-toba, chané, tapieté, chorote, chulupí que relativamente poca gente nativa habla en el Gran Chaco (tener en cuenta que la gran mayoría de los indígenas tarijeños entienden a la perfección el español, son bilingües e incluso trilingües por ejemplo: español, guaraní, tapiete etc).
En el año 2001:
| Idioma                | Departamento de Tarija | Total de hablantes en Bolivia |
| --------------------- | ---------------------- | ----------------------------- |
| Español               | 365 710                | 6 821 626                     |
| Quechua               | 37 337                 | 2 281 198                     |
| Aimara                | 7 219                  | 1 525 321                     |
| Guaraní               | 4 578                  | 62 575                        |
| Otros idiomas nativos | 2 468                  | 49 432                        |

## Geografía

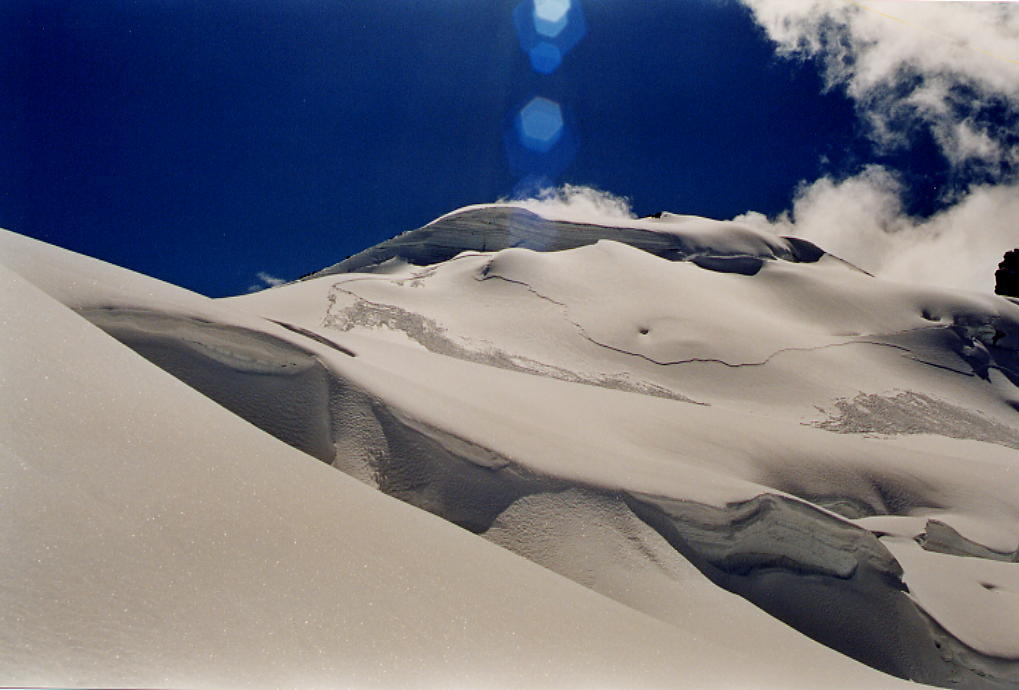
Dunas de Tajzara en la Reserva biológica de la Cordillera de Sama.

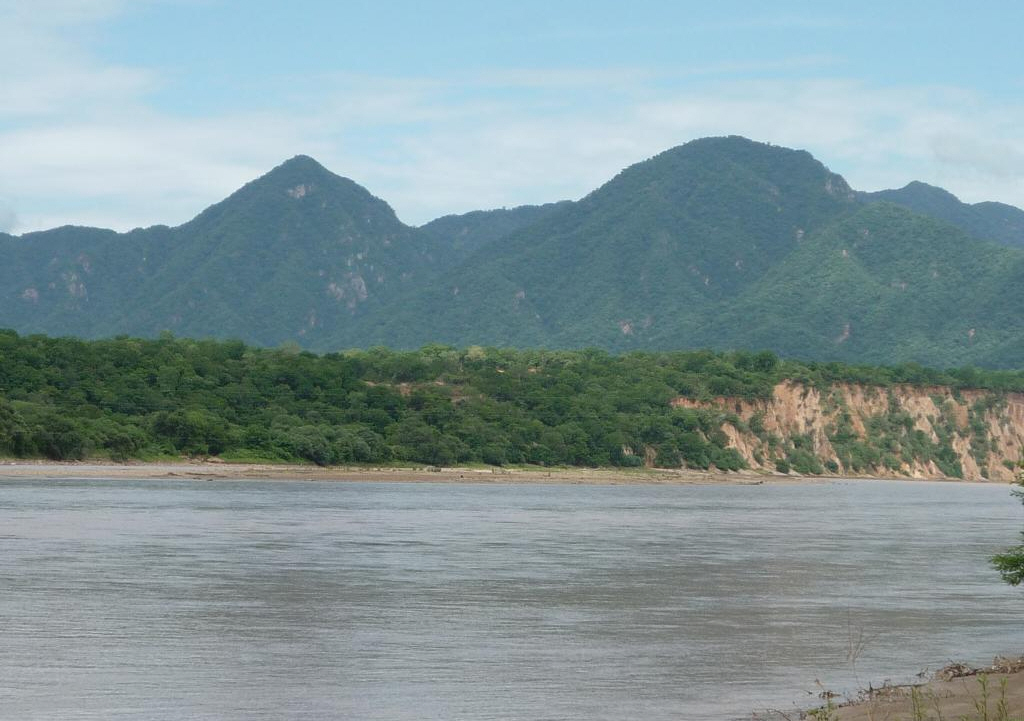
Valle del río Pilcomayo (observar las montañas cubiertas de la nimbosilva llamada yunga).

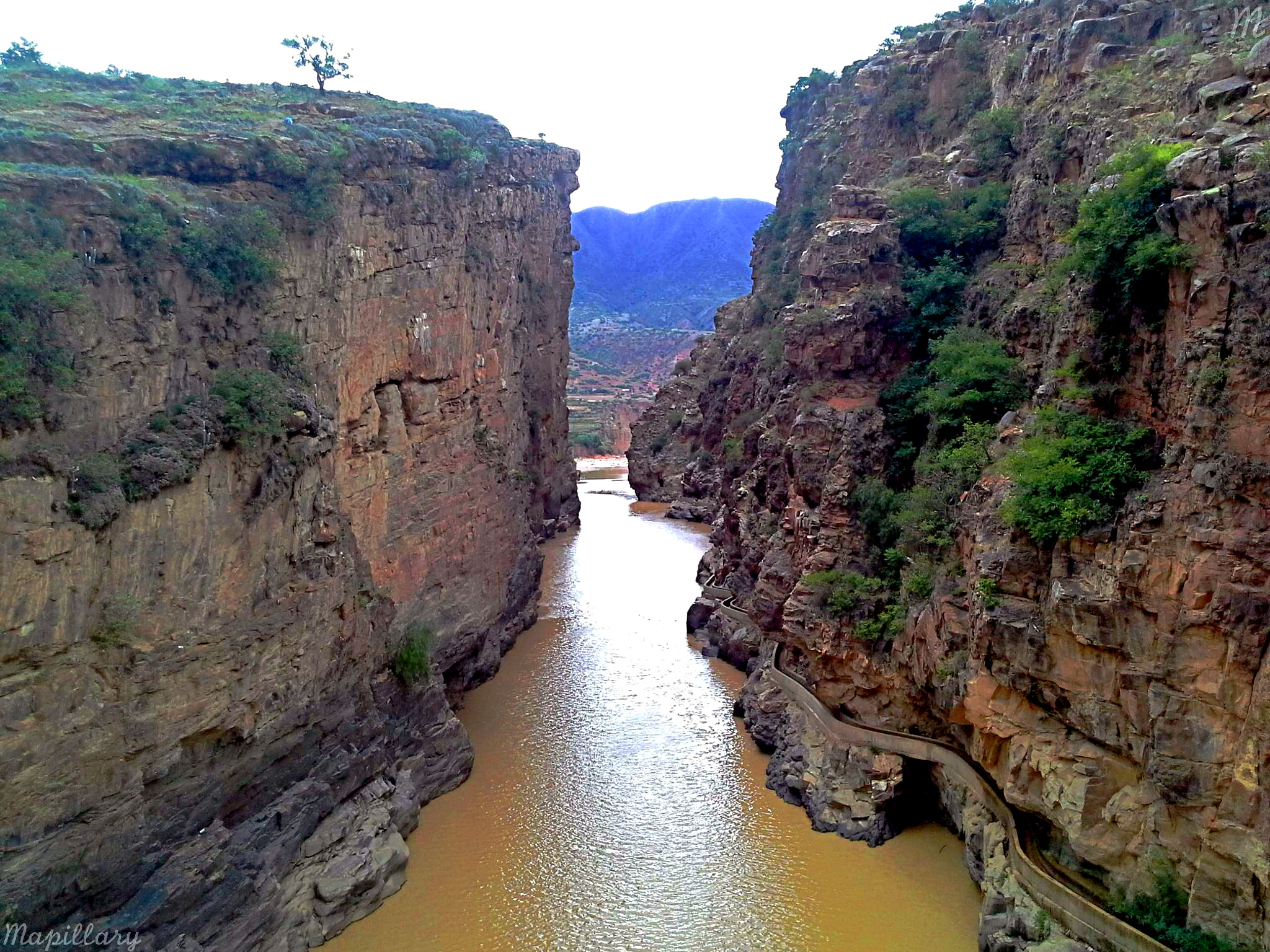
Cañón de la Angostura.

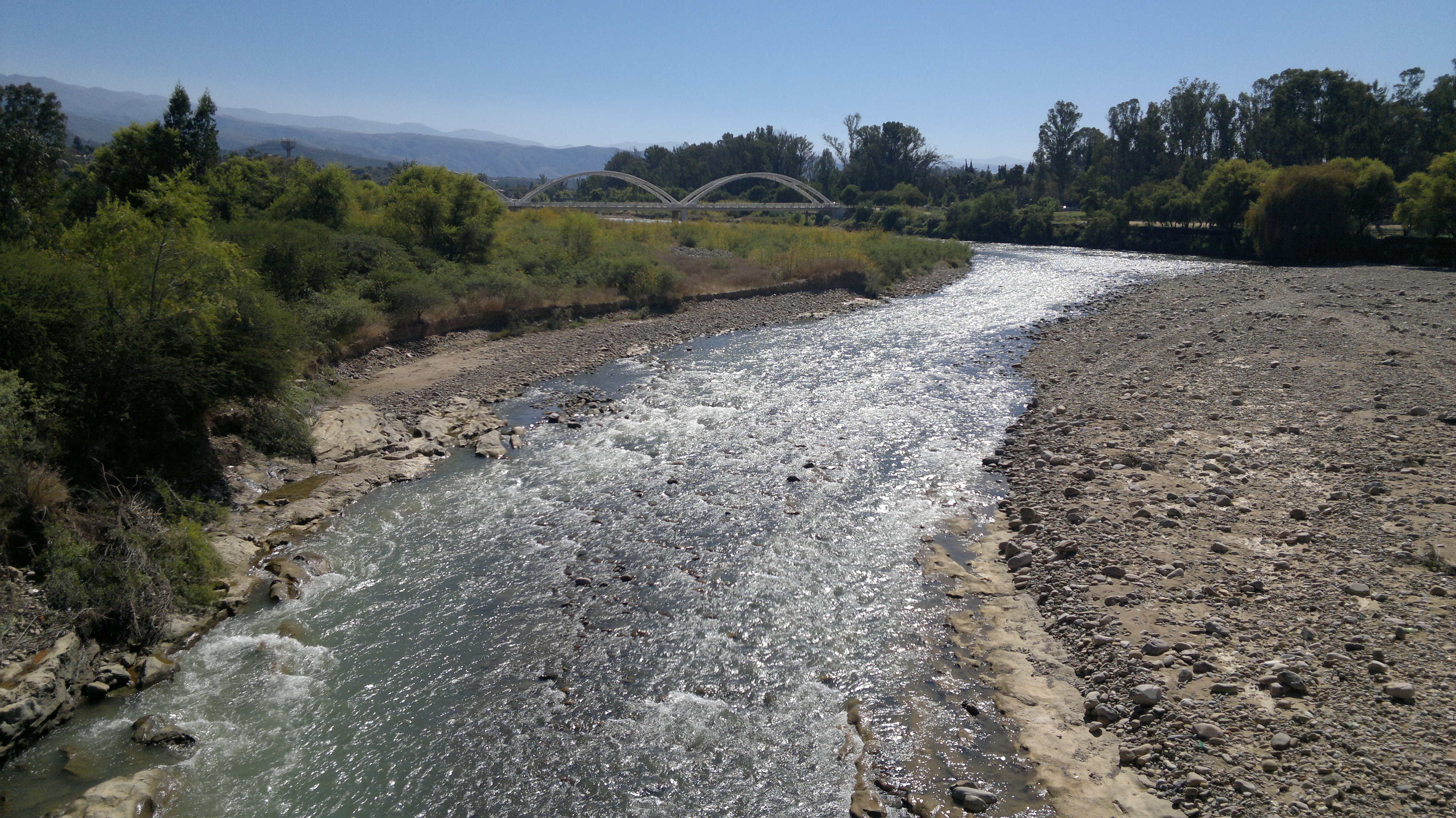
Río Nuevo Guadalquivir en su salida del valle donde se encuentra la ciudad de Tarija.

El actual territorio del departamento de Tarija se extiende por zonas muy diversas si se marcha de oeste a este y viceversa.
Al oeste se encuentran las estribaciones de la Cordillera Oriental. Las cumbres de esta cordillera se encuentran cubiertas por nieves perpetuas, existiendo bajo el nivel de las nieves eternas diversos pisos climáticos y ecológicos que se manifiestan patentemente en la vegetación: bajo el nivel de las nieves eternas existe una zona de prados montanos llamada el "pajonal" y el "bofedal".
Bajo este nivel surge una de las formaciones vegetales principales de los faldeos andinos, la nimbosilva llamada yunga, la yunga tarijeña como otros sectores de la yunga meridional se subdivide en dos zonas fitogeográficas bien diferenciadas: la de los bosques (pinos, alisos, cedros), o yunga alta y "el ramal" o "la enramada", es decir la yunga selvática propiamente dicha, lujuriante en especies.
Al este y más abajo de la yunga surgen las llanuras ("pampas") y los parques y bosques de la extensa llanura chacopampeana que en esta zona corresponde al sector del Gran Chaco llamado Chaco Boreal y parcialmente al Chaco Central o "Monte Bravo".
El contraste es manifiesto: la zona de las altas cumbres es gélida constantemente, la zona transicional es mesotérmica o templada, con copiosas precipitaciones; en invierno los valles mesotérmicos tienen pese a la latitud tropical temperaturas frecuentemente bajas no siendo extrañas las nevadas en la ciudad de Tarija y su entorno principalmente durante el mes de julio, merced a la altitud y al influjo de los frentes eólicos fríos provenientes de la Antártida. El área de las pampas o llanuras chaqueñas es seca y cálida aunque también se halla expuesta a bajas temperaturas cuando soplan los surazos (vientos meridionales) durante el invierno.
La mayor parte de los ríos -casi todos muy caudalosos- nace en la cordillera y en las serranías y dirigiéndose hacia el sureste son afluentes de la Cuenca del Plata, tales por ejemplo: el Bermejo, Pilaya, Pilcomayo, Nuevo Guadalquivir, Río Tarija, Río Grande de Tarija; Itaú e Itiyuro. Hace unos 6 millones de años aún el Valle Central de Tarija era un estrecho aunque prolongado lago, la actividad sísmica de esas lejanas épocas hizo desaparecer los diques naturales -de los cuales como resabio queda el Cañón de la Angostura- desagotándose en gran medida el extinto lago. El cañón del Pilaya es el sexto más profundo del mundo y abre paso al río Camblaya que después cambia su nombre a Pilaya.

### Cambios territoriales
El territorio de Tarija en la época virreinal constaba de aproximadamente una media de 480 000 km²,[cita requerida] debido a la incorporación del Chaco por el Virrey Juan de Mendoza y Luna el 1 de noviembre de 1614 y extiende su jurisdicción hasta la ribera del río Paraguay e iniciando expediciones y otras misiones que se adentraban hacia el río Paraguay, también extendiendo al territorio el 15 de septiembre de 1772 por el río Pilcomayo ubicado en el entremedio del Chaco hasta el sur de este, y cerca de Asunción del Paraguay.
Pero su superficie cambió con el tiempo y gran parte de su territorio se fue modificando en diferentes ocasiones en la época republicana. Cuando fue anexado a Bolivia, el gobierno boliviano no anexó por completo el territorio, dejando superficies a la actual Argentina y otros cediendo al departamento de Potosí, actos que dejaron al territorio con una superficie de 340 000 km². Cuando nació como departamento con Bolivia, perdió los territorios de Sud Cinti y los extremos sur de la provincia de Nor Cinti que pasaron a formar parte del departamento de Chuquisaca, y; descendió sus límites con el departamento de Santa Cruz hacia el paralelo 20°S.[cita requerida] En la gobernación de Severo Fernández Alonso Caballero decidió por Ley de 10 de noviembre de 1898, que la línea divisora entre Chuquisaca y Tarija sería el paralelo 21°S y no el 20°S, por lo que Tarija perdió un territorio que después sería repartido entre principalmente Chuquisaca y Santa Cruz, y perdiendo límites con este, perdiendo gran parte del Chaco en favor de Chuquisaca.

## Clima

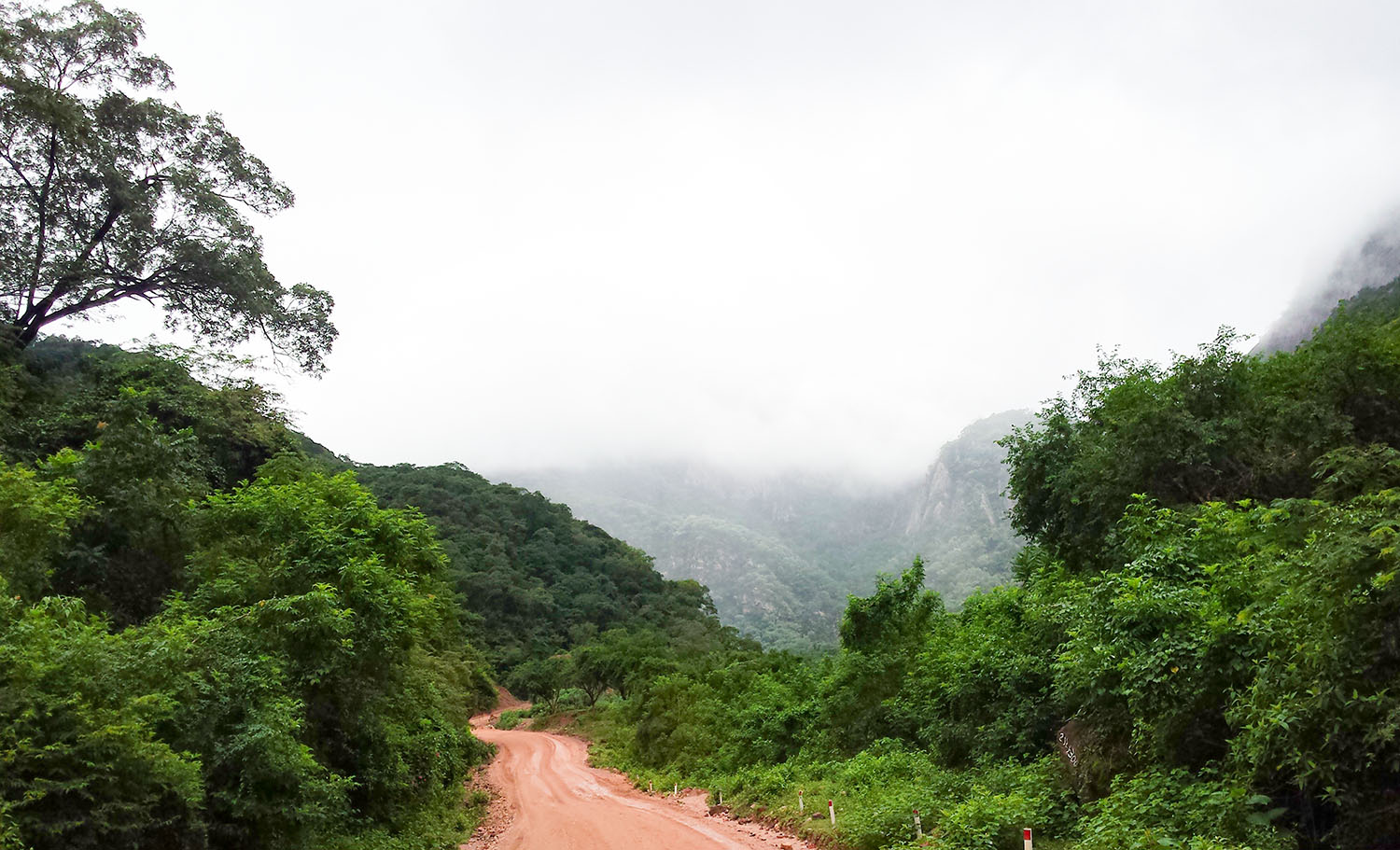
Neblina en las Yungas.

Si se hace un promedio de temperaturas se obtiene una media que oscila entre los 18 °C a 24 °C, siendo las zonas con temperaturas más bajas en directa razón proporcional a los aumentos de altitud y de latitud.
Pese a hallarse en los mapas toda Tarija en áreas «intertropicales» (al norte del Trópico de Capricornio), las altitudes del extremo oeste hacen que allí sean frecuentes las temperaturas frías con nevadas en cualquier época del año. La Capital entre uno de sus apodos recibe —con su umland o territorio periférico— el sobrenombre de «El Valle del paraíso» o «paraíso de la primavera» por sus condiciones que parecen primaverales casi todo el año, aunque en estas zonas del lado más húmedo de clima templado subhúmedo y en la ciudad un clima semiárido cálido - templado de calor y sensación igual al mediterráneo, en pleno centro y ciudad de la región tarijeña ciertos días de los inviernos son fríos, y la temperatura, especialmente durante el mes de julio, suele bajar hasta 5° C, y hasta ser acompañada por nevadas, merced a los surazos. Se llega a disminuciones térmicas increíbles para la latitud y altitud; por ejemplo en 1966 se registró en esta ciudad una temperatura absoluta de -9,5 °C, y el 20 de julio de 2010 en la misma ciudad de San Bernardo de Tarija la temperatura bajó a -9,2 °C acompañada por copiosas nevadas. En cuanto a la región tarijeña del Gran Chaco su baja altitud y su baja latitud (zona intertropical) hacen suponer a priori que el clima ha de ser cálido todo el año, sin embargo la continentalidad y el libre discurrir de los vientos "surazos" desde el cuadrante sur procedentes de la Antártida hacen que en invierno (especialmente en el mes de julio) las temperaturas bajen también mucho en el Chaco: el 20 de julio de 2010 llegaron a registrarse algunas nevadas en las llanuras del Gran Chaco, en los alrededores de Yacuiba y Villamontes; por ello el clima correspondiente a esa zona es el semitropical continental. El 25 de julio de 2019, fue registrada en el Departamento de Tarija la nevada más intensa desde 1954.

## Ecología
Tal variedad de fisiográfica y climática correspondientemente tiene una importante variedad de biomas, lo cual ha motivado hacia fines de s XX e inicios de s XXI, principalmente por iniciativa de la misma población tarijeña, la creación de las siguientes áreas naturales, protegidas por el ente de Protección del Medioambiente de Tarija (PROMETA).
- Reserva Biológica de la Cordillera de Sama
- Reserva Nacional de Flora y Fauna de Tariquía
- Parque natural del río Doce-Alarachi
- Parque nacional y área natural de manejo integrado Aguaragüe (muy degradada en el 2010), su núcleo es la Serranía del Aguaragüe.
- Reserva natural El Corbalán
- En el extremo noreste (en plena zona chaqueña) se encuentra la Reserva natural Cabo Juan.

## Gobierno y administración

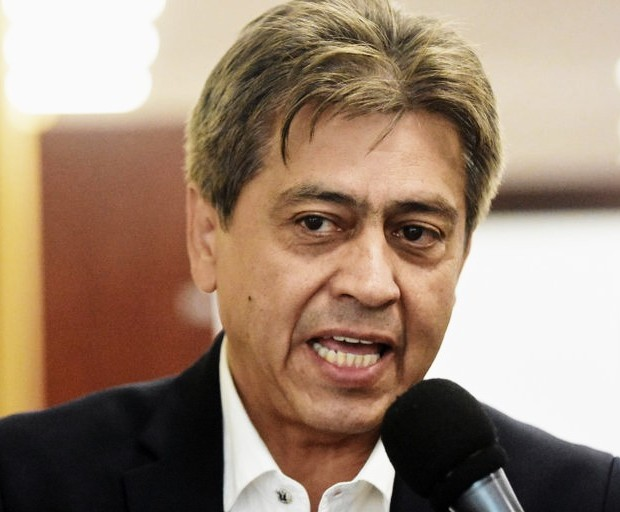
Mario Adel Cossío Cortez, primer gobernador del departamento electo en comicios.

El Gobernador es la máxima autoridad departamental y es elegido cada 5 años. A partir de 2010 se le elige un gobernador y una asamblea departamental, en concordancia con lo establecido en la constitución boliviana (2012).
De la misma forma, el departamento de Tarija cuenta también con un «Concejo Departamental» (similar a un congreso departamental pero no legisla, más se dedica a fiscalizar las funciones del prefecto, pero con funciones restringidas) de 9 miembros llamados consejeros. Cada provincia tarijeña recibe un mínimo de 1 consejero, siendo los consejeros restantes asignados de acuerdo al número de habitantes. La elección de los consejeros corresponde por ley a los municipios. Tarija tiene un total de 11 municipios.

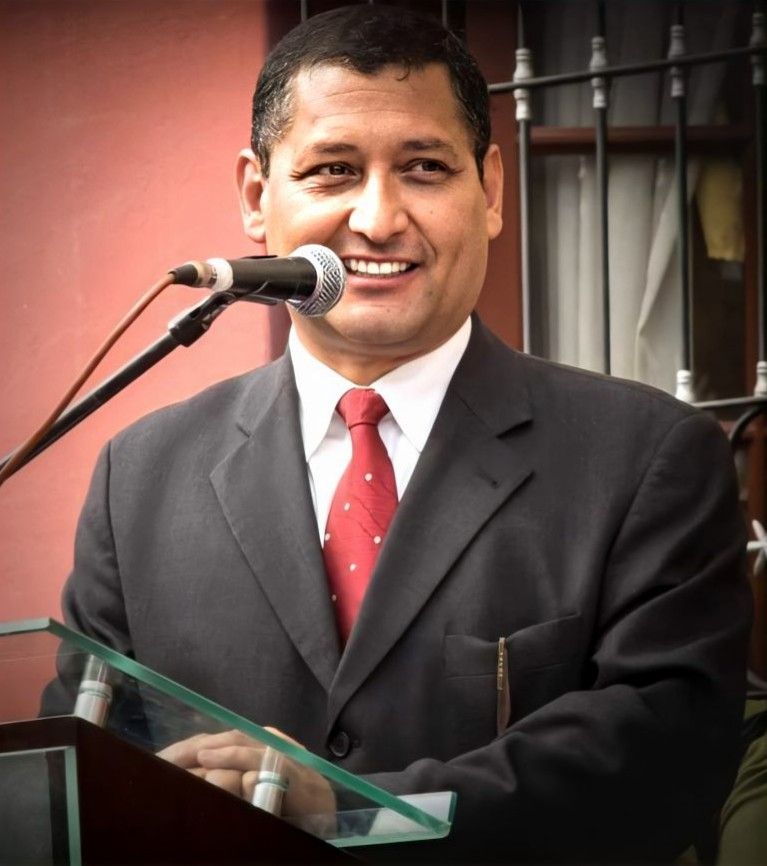
Oscar Gerardo Montes Barzón, actual gobernador de Tarija.

El 13 de abril de 2021 es elegido Gobernador del departamento Oscar Montes Barzón ganando con un 54,44% de los votos, tomó juramento y fue posesionado el 4 de mayo.
La alianza política Unidos de Montes ganó en los municipios de Uriondo, Entre Ríos y Tarija.
El 7 de marzo de 2021 Johnny Torres Terzo ganó en el municipio de Tarija con un 53,68% de los votos, tomó juramento y posesión el 3 de mayo.

## Organización territorial
El departamento de Tarija tiene una superficie de 37 623 km² y está constituido por 6 provincias, que a la vez se dividen en 11 municipios.
| No° | Provincia                | Superficie km² | Capital                    | Municipio      |
| --- | ------------------------ | -------------- | -------------------------- | -------------- |
| 1   | O'Connor (1832)          | 5309           | San Luis de Entre Ríos     | 1 Entre Ríos   |
| 2   | Cercado (1843)           | 2078           | Tarija                     | 2 Tarija       |
| 3   | José María Avilés (1843) | 2742           | Francisco Pérez de Uriondo | 3 Uriondo      |
| 3   | José María Avilés (1843) | 2742           | Francisco Pérez de Uriondo | 4 Yunchará     |
| 4   | Méndez (1876)            | 4861           | Villa de San Lorenzo       | 5 San Lorenzo  |
| 4   | Méndez (1876)            | 4861           | Villa de San Lorenzo       | 6 El Puente    |
| 5   | Gran Chaco (1876)        | 17 428         | Yacuiba                    | 7 Yacuiba      |
| 5   | Gran Chaco (1876)        | 17 428         | Yacuiba                    | 8 Caraparí     |
| 5   | Gran Chaco (1876)        | 17 428         | Yacuiba                    | 9 Villa Montes |
| 6   | Arce (1894)              | 5205           | Padcaya                    | 10 Padcaya     |
| 6   | Arce (1894)              | 5205           | Padcaya                    | 11 Bermejo     |

## Economía
Tarija cuenta con las segundas reservas de gas natural más grandes de Sudamérica. Los mayores ingresos por gas y la inversión extranjera directa en exploración y distribución de gas están impulsando el crecimiento y convirtiendo a Tarija en próximo centro industrial.
Entre 1905 y 1950, aprovechando la coyuntura de substitución de importaciones y de la inmigración europea en Argentina hubo un interesante desarrollo industrial en la ciudad de Tarija y en sectores rurales. En la ciudad de Tarija se establecieron cervecerías ("Germania" tipo Pilsen y "Estrella Malta Doble") y otra fábrica de cerveza en Iscayachi de Godofredo Arnold ya que allí se cultivaba trigo que servía para las cervezas tarijeñas; fábricas de chocolates (empresa de Víctor Navajas), jabones (incluidos jabones de tocador como los de la empresa "Corcus" con sus jabones de marcas "Prado", "Espuma", "El Porteño" etc.), aceites comestibles a partir del aceite de maní, la familia española Plans en 1905 estableció una importante carpintería con máquinas herramientas en las que se fabricaban bolas de billar, asimismo existían fábricas de cigarrillos y en el área rural se potenció la producción vitivínicola ya existente desde la colonia española, aunque la modernización y expansión de la producción de vinos de calidad se debe a la familia Kohlberg que en las primeras décadas del siglo XX inmigró desde Alemania, por este motivo los actuales vinos tarijeños tienen en muchos de sus varietales características centroeuropeas y a inicios del siglo XXI sus viñedos son los cultivados a mayor altitud del mundo. Sin embargo este apogeo económico tarijeño de la primera mitad del siglo XX no pudo superar a la decaída economía boliviana con su débil mercado interno.
En los valles de Tarija se producen vinos y singanis (los singanis tarijeños están considerados como de gran calidad a nivel internacional) de gran calidad para el consumo interno y la exportación, el cultivo de la vid llegó a Tarija en 1584, el primer registro de viñas chapacas data del año 1589 y 1590 en la población de San Lorenzo, Tarija y Tolomosa. El denominado Gran Valle Tarijeño se ubica a altitudes que van de los 1700 a 2000 m s. n. m. aunque se encuentran viñedos tarijeños a 2400 m s. n. m.; que se encuentran entre los más altos del planeta y se destacan bodegas que tienen ya cuatro siglos de historia como la Casa Vieja en el Valle de la Concepción; por otra parte a unos 18 km al norte de la ciudad de Tarija, en la localidad de Sella todos los meses de junio se realiza el Festival del vino patero y del singani; esta distribución de una excelente vitivinicultura ha permitido establecer una Ruta del Vino Tarijeño.

La ciudad capital tiene también plantas de procesamiento de derivados lácteos y en sus cercanías se evidencia una interesante producción de quesos y jamones, existen industrias madereras, fábricas de cerámica roja y envasadoras de frutas. En los ríos grandes como el Bermejo y el Pilcomayo es importante la pesca fluvial para alimentación humana, por ejemplo las comunidades tapiete y weenhayek suelen pescar abundante cantidad de sábalo, boga, pacú, dorados y róbalos en el Pilcomayo y en el Bermejo; tales pescados son comercializados en el resto de Tarija o exportados a departamentos del Altiplano.
El área rural abarca un área extensa, con microrregiones en las cuales se desarrolla una actividad agrícola muy diversificada. Además de sus cultivos de vid, tiene cultivos de hortalizas como lo son el pepinillo, el ajo, el coime (con el cual se preparan varios platos locales como el anchi), la papa, manzanilla, orégano; así como siembras de trigo (en Padcaya y en San Lorenzo se procesa parte de la harina y con ella se confecciona mucha de la masa que es utilizada para la ya industrial preparación de empanadas), arvejas, porotos, en menor grado maíz; fruticultura basada en cítricos (existe una planta procesadora de citrus en la localidad de Bermejo), en las zonas bajas húmedas tropicales se destaca el cultivo de la caña de azúcar (también en la citada localidad de Bermejo existe un importante "ingenio" azucarero), existen intentos de cultivar vid, ya no con fines vinícolas sino para el consumo directo de las uvas, en el Gran Chaco (cercanías de Yacuiba)., en otros sitios fértiles de la región se realiza un incipiente cultivo de bayas como los arándanos, las frambuesas o, especialmente en Tolomosita, las frutillas y flores para el mercado nacional y para la exportación, también para la exportación están tomando relevancia las producciones de tortas de girasol, aceite de soya, madera aserrada y cúrcuma.
La ganadería es un recurso promisorio explotado desde muy antiguo pero relativamente poco desarrollado: las zonas altas son muy aptas para la cría de auquenidos, los valles mesotérmicos son ideales para la ganadería caprina, ovina y vacuna de altura, las llanuras del Gran Chaco son muy aptas para la ganadería vacuna de zonas secas y para la ganadería de porcinos. En particular la ganadería vacuna tiene hatos de ganado lechero Holstein y granjas avícolas de gran capacidad productiva. Además de las labores agropecuarias, Tarija es sede de hábiles artesanos que fabrican sombreros, cestería y cerámicas, en el 2010 se ha iniciado la exportación de orquídeas.
En la citada producción de lácteos tarijeños se destacan los quesos y afines como la morocilla (o redonda), los quesillos (los quesillos son casi siempre de leche de cabra), el queso chaqueño, el queso redondito (que se usa mucho en el relleno de las humitas) y el yogur. Hasta el presente, las principales producciones lácteas y de sus derivados se realizan en las poblaciones de Caldera, Tolomosa Grande y Pampa Grande.
Tarija tiene una ventajosa ubicación que orienta su actividad productiva hacia la exportación, particularmente a la República Argentina. Su producción agropecuaria se ha visto favorecida con la construcción de la represa San Jacinto, que provee de agua para riego al valle central. San Jacinto también genera electricidad y es un centro de interés turístico.
Desde la década de 1990 la región oriental de Tarija (especialmente la zona del Chaco Boreal) ha tomado gran relevancia; ya a inicios de siglo XX se conocía la existencia de yacimientos hidrocarburíferos (por ejemplo petróleo) en las estribaciones cordilleranas orientales en cercanías a Villamontes, Fortín Campero y desde los 1990 se han relevado y comenzado a explotar gigantescos yacimientos de gas natural como el de Sanandita y Campo Margarita cerca de Puerto Margarita, pero los campos gasíferos de Margarita son pretendidos por el departamento boliviano de Chuquisaca. Existen también yacimientos de sal gema.
Existe en Tarija una muy temprana industria cinematográfica la cual aún no se ha afianzado en el 2012 ya que sus producciones suelen tener como destino, solo el mercado boliviano.

### Turismo
Otro rubro importante que se planea desarrollar a partir de un camino de cambio tras las elecciones realizadas en abril de 2010, es el del turismo, aprovechando los paisajes más destacados como por ejemplo el de las cataratas llamadas Chorros del Jurina, las elevadas lagunas de Coimata, o el paisaje de la quebrada de La Angostura y el Cañón del Pilaya, los convenientes microclimas, balnearios lacustres y fluviales, las áreas montañosas o llanas aptas para el turismo de aventura, montañismo, pesca deportiva, safaris, o los atractivos que proceden de la prehistoria -valiosos son los yacimientos y museos paleontológicos-, históricos -un rico patrimonio de épocas coloniales-; teatros; los diversos elementos tradicionales y folclóricos de la Tarijeñidad que incluyen las músicas, canciones, danzas y la gastronomía (por ejemplo degustar sus excelentes vinos de mucho cuerpo), las fiestas como el carnaval chapaco con su Fiesta de las Comadres o la Gran Ronda Chapaca de pascua, la Gran Serenata que en los 15 de abril de cada año conmemora la primera independencia tarijeña; la Fiesta de Santa Anita el 26 de julio de cada año (dedicada especialmente a los niños y niñas, en la fiesta de Santa Anita los niños y niñas chapacos preparan comidas como el saice que luego son vendidas públicamente de un modo simbólico por botones en lugar de dinero: los botones metaforizan a las monedas aunque conmemoran a las épocas precapitalistas del trueque). Entre otras celebraciones, festividades y actividades culturales, el Corpus Christi también tiene pintorescas celebraciones entre las que se destacan el consumo de ajipas decoradas y chicha de uva. Entre agosto y septiembre (época que suele ser fría y seca) se celebra el gran peregrinaje católico al santuario de la Virgen de Chaguaya (en el 2011 oficialmente ha iniciado durante el domingo 14 de agosto). Los 16 de agosto se celebra la colorida Fiesta Grande de Tarija teniendo como patrono a san Roque (un dato curioso de esta fiesta es que se hacen desfiles de perros los cuales van ricamente adornados).
Tarija aún es de difícil acceso desde múltiples direcciones ya que no se encuentra en los principales ejes turísticos de Bolivia, el turismo sigue siendo relativamente débil a pesar de la belleza del paisaje y el clima agradable. Los visitantes vienen del noroeste de Argentina y del interior para pasar un día feliz en una de las numerosas bodegas con música en vivo. Algunos visitantes extranjeros usan la capital como una base cómoda para explorar el, ya en el collao el occidente de Bolivia, Salar de Uyuni y otras atracciones en el área más amplia. Sin embargo, el Gobierno del Departamento, que fue elegido recientemente en 2015, ha asumido la causa de hacer un mejor uso del potencial turístico y de invertirlo a propósito.
Además de la naturaleza diversa de la Región para los excursionistas, escaladores y amantes de los pájaros ofrece excelentes oportunidades para tomar fotos y la cocina sencilla pero muy sabrosa es por eso que atrae Tarija especialmente con su calendario anual de eventos con ferias temáticas (ferias) y tradiciones. Estos incluyen la Fiesta del Vino de la vendimia chapaca en Uriondo , el alegre carnaval de Tarija y las Fiestas de Comadres y Compadres y el chunchos de San Roque. Cada año la peregrinación a Chaguaya es muy popular, cada año en abril Tarija organiza un extenso programa cultural internacional.
Tomatitas es especialmente durante los fines de semana un destino popular en las inmediaciones de la ciudad de Tarija. Además de la posibilidad de nadar en los confluyentes ríos Río Nuevo Guadalquivir y Río Erquis , hay muchos restaurantes con especialidades locales y música en vivo. También vale la pena ver el embalse de Lago San Jacinto, de fácil acceso y bella ubicación .
Villamontes es  sede del Festival Internacional del Pescado. Aquí la pesca es un pasatiempo popular. El deporte solo puede ser operado con anzuelos.
Más al norte, en la provincia de Méndez, se encuentra la citada cascada Chorros de Jurina, de 40 metros de altura. De ella emergen los dos ríos Chorro Blanco y Chorro Negro, que fluyen a través de un hermoso paisaje. En San Lorenzo nació el caudillo provincial del siglo XIX Don Eustaquio "Moto" Méndez. El Museo Casa del Moto Méndez obviamente lleva su nombre. En el interior, se guardan los artículos de las posesiones personales de tal caudillo y las armas utilizadas en ese momento. La iglesia de San Francisco data de 1709 y aún conserva la arquitectura original. Para tomar el sol y nadar invita  la pequeña laguna de Coimata con sus aguas claras de manantial. Tales lagunas están formados por pequeñas cascadas que en gran medida no han sido afectadas por la depredación humana.
El arte rupestre prehistórico se puede encontrar en las cuevas de Padcaya , donde se avistan bien a los cóndores . Más al sur, en la frontera con la provincia de Salta , se ubica la pequeña ciudad Bermejo, que se está conurbando con la localidad de Aguas Blancas  caracterizada por sus plantaciones de caña de azúcar  tropical. En esta localidad también se lleva a cabo el Festival Internacional del Lapacho y pesca  y más al Este  (como en todo el Chaco Tarijeño-Salteño) se encuentra la conurbación de Salvador Mazza (Salta)-Yacuiba; (El Gran Chaco tarijeño no tiene límites naturales con la Provincia de Salta excepto los muy pocos metros del pequeño  río Caraparí en este punto), casi la totalidad de los límites entre Tarija y Salta son artificiales y en pocos lugares señalados tan solo por una alambrada que supuestamente señala al paralelo 22° S.
Aunque aún no se destaque por sus atractivos turísticos también merece mención la lugares notables como Villamontes en la zona oriental tarijeñochaqueña, esta ciudad es la principal productora de petróleo de La región tarijeña, y estando la Región de Tarija desde el año 1826 subordinada a Bolivia, el principal productor de petróleo en Bolivia, la existencia de estos ricos yacimientos fue un motivo para que en el primer cuarto del siglo XX deflagrara la llamada guerra del Chaco.

### Índices
| Departamentos de Bolivia según el tamaño de su Economía PIB (producto interno bruto) en 2018           | Departamentos de Bolivia según el tamaño de su Economía PIB (producto interno bruto) en 2018 | Departamentos de Bolivia según el tamaño de su Economía PIB (producto interno bruto) en 2018 |
| Posición                                                                                               | Departamento                                                                                 | Producto interno bruto                                                                       |
| --- | -------------------------------------------------------------------------------------------- | -------------------------------------------------------------------------------------------- |
| 1.º | Santa Cruz                                                                                   | US$ 11.811 millones                                                                          |
| 2.º | La Paz                                                                                       | US$ 11.319 millones                                                                          |
| 3.º | Cochabamba                                                                                   | US$ 6.037 millones                                                                           |
| 4.º | Tarija                                                                                       | US$ 3.204 millones                                                                           |
| 5.º | Potosí                                                                                       | US$ 2.627 millones                                                                           |
| 6.º | Oruro                                                                                        | US$ 2.071 millones                                                                           |
| 7.º | Chuquisaca                                                                                   | US$ 2.030 millones                                                                           |
| 8.º | Beni                                                                                         | US$ 1.104 millones                                                                           |
| 9.º | Pando                                                                                        | US$ 373 millones                                                                             |
| Total                                                                                                  | Bolivia                                                                                      | US$ 40.581 millones                                                                          |
| Fuente: Instituto Nacional de Estadística de Bolivia INE (2019)                                        |                                                                                              |                                                                                              |
| Departamentos de Bolivia por riqueza promedio de habitante (producto interno bruto per Cápita) en 2018 |                                                                                              |                                                                                              |
| Posición                                                                                               | Departamento                                                                                 | PIB per Cápita                                                                               |
| 1.º | Tarija                                                                                       | US$ 5.689 Dólares                                                                            |
| 2.º | La Paz                                                                                       | US$ 3.926 Dólares                                                                            |
| 3.º | Oruro                                                                                        | US$ 3.849 Dólares                                                                            |
| 4.º | Santa Cruz                                                                                   | US$ 3.663 Dólares                                                                            |
| 5.º | Chuquisaca                                                                                   | US$ 3.243 Dólares                                                                            |
| 6.º | Cochabamba                                                                                   | US$ 3.062 Dólares                                                                            |
| 7.º | Potosí                                                                                       | US$ 2.961 Dólares                                                                            |
| 8.º | Pando                                                                                        | US$ 2.593 Dólares                                                                            |
| 9.º | Beni                                                                                         | US$ 2.359 Dólares                                                                            |
| Total                                                                                                  | Bolivia                                                                                      | US$ 3.589 Dólares                                                                            |
| Fuente: Instituto Nacional de Estadística de Bolivia INE (2019)                                        |                                                                                              |                                                                                              |

| Tamaño de la Economía del Departamento de Tarija (PIB) Riqueza promedio por cada habitante (PIB per Cápita) | Tamaño de la Economía del Departamento de Tarija (PIB) Riqueza promedio por cada habitante (PIB per Cápita) | Tamaño de la Economía del Departamento de Tarija (PIB) Riqueza promedio por cada habitante (PIB per Cápita) | Tamaño de la Economía del Departamento de Tarija (PIB) Riqueza promedio por cada habitante (PIB per Cápita) |
| Año | PIB (en Dólares)                                                                                            | PIB per Cápita (en Dólares)                                                                                 | Crecimiento del PIB departamental                                                                           |
| --- | --- | --- | --- |
| 1988 | US$ 219 millones                                                                                            | US$ 775 | Sin cambios                                                                                                 |
| 1989 | US$ 228 millones                                                                                            | US$ 781 | + 5.05 % |
| 1990 | US$ 255 millones                                                                                            | US$ 851 | + 8.62 % |
| 1991 | US$ 274 millones                                                                                            | US$ 891 | + 6.51 % |
| 1992 | US$ 277 millones                                                                                            | US$ 874 | - 0.40 % |
| 1993 | US$ 274 millones                                                                                            | US$ 843 | + 1.27 % |
| 1994 | US$ 273 millones                                                                                            | US$ 816 | + 3.15 % |
| 1995 | US$ 292 millones                                                                                            | US$ 849 | - 0.32 % |
| 1996 | US$ 321 millones                                                                                            | US$ 905 | + 4.68 % |
| 1997 | US$ 390 millones                                                                                            | US$ 1.069                                                                                                   | + 16.61 %                                                                                                   |
| 1998 | US$ 442 millones                                                                                            | US$ 1.178                                                                                                   | + 10.69 %                                                                                                   |
| 1999 | US$ 426 millones                                                                                            | US$ 1.103                                                                                                   | - 1.57 % |
| 2000 | US$ 442 millones                                                                                            | US$ 1.112                                                                                                   | + 4.20 % |
| 2001 | US$ 455 millones                                                                                            | US$ 1.120                                                                                                   | + 7.29 % |
| 2002 | US$ 496 millones                                                                                            | US$ 1.197                                                                                                   | + 15.72 %                                                                                                   |
| 2003 | US$ 589 millones                                                                                            | US$ 1.391                                                                                                   | + 14.55 %                                                                                                   |
| 2004 | US$ 764 millones                                                                                            | US$ 1.766                                                                                                   | + 18.97 %                                                                                                   |
| 2005 | US$ 1.076 millones                                                                                          | US$ 2.437                                                                                                   | + 25.42 %                                                                                                   |
| 2006 | US$ 1.357 millones                                                                                          | US$ 3.014                                                                                                   | + 7.17 % |
| 2007 | US$ 1.685 millones                                                                                          | US$ 3.670                                                                                                   | + 7.85 % |
| 2008 | US$ 2.057 millones                                                                                          | US$ 4.394                                                                                                   | + 4.78 % |
| 2009 | US$ 2.026 millones                                                                                          | US$ 4.248                                                                                                   | - 1.18 % |
| 2010 | US$ 2.239 millones                                                                                          | US$ 4.609                                                                                                   | + 7.23 % |
| 2011 | US$ 2.912 millones                                                                                          | US$ 5.886                                                                                                   | + 6.32 % |
| 2012 | US$ 3.687 millones                                                                                          | US$ 7.323                                                                                                   | + 9.64 % |
| 2013 | US$ 4.413 millones                                                                                          | US$ 8.595                                                                                                   | + 11.15 %                                                                                                   |
| 2014 | US$ 4.549 millones                                                                                          | US$ 8.691                                                                                                   | + 4.98 % |
| 2015 | US$ 3.581 millones                                                                                          | US$ 6.714                                                                                                   | - 2.73 % |
| 2016 | US$ 2.744 millones                                                                                          | US$ 5.051                                                                                                   | - 6.15 % |
| 2017 | US$ 3.030 millones                                                                                          | US$ 5.477                                                                                                   | - 3.66 % |
| 2018 | US$ 3.204 millones                                                                                          | US$ 5.689                                                                                                   | - 4.37 % |
| 2019 | US$ 3.619 millones                                                                                          | US$ 6.031                                                                                                   | |
| 2020 | US$ 3 236 millones                                                                                          | US$ 6 055                                                                                                   | |
| 2021 | US$ 3 318 millones                                                                                          | US$ 6.209                                                                                                   | |
| 2022 | US$ 3 108 millones                                                                                          | US$ 5.817                                                                                                   | |
| Nota: En Rojo, los años de decrecimiento del PIB, de 0% para abajo. En Verde, los años de crecimiento regular del PIB entre 0% y 4,50%. En Azul, los años de crecimiento bueno del PIB de 4,50% para arriba. Fuente: Instituto Nacional de Estadística de Bolivia INE (2019) | | | |

### Calidad de vida
La calidad de vida en la región de Tarija ha ido desarrollándose a la par del crecimiento de la economía departamental, la calidad de vida del tarijeño ha ido en constante aumento desde 2008, a referencia de esto se puede indicar los índices de Gini, gasto por matrícula escolar, salario promedio, etc. 
| Bolivia    | 1.569,3 Bolivianos | (2013) |
| ---------- | ------------------ | ------ |
| Santa Cruz | 1.790,5 Bs.        | (2013) |
| Tarija     | 1.614,8 Bs.        | (2013) |
| Cochabamba | 1.452,0 Bs.        | (2013) |
| La Paz     | 1.250,8 Bs.        | (2013) |
| Oruro      | 1.115,1 Bs.        | (2013) |
| Beni       | 1.109,3 Bs.        | (2013) |
| Chuquisaca | 1.035,1 Bs.        | (2013) |
| Potosí     | 880,0 Bs.          | (2013) |

Referencias: "Bolivia: más allá de la desigualdad en la distribución del ingreso".
Nota: Las cifras utilizadas en esta plantilla son elaboradas a partir de la información recopilada por el I.N.E, en el censo nacional boliviano del 2012.
| Bolivia    | 2.751,0 Bolivianos | (2016) |
| ---------- | ------------------ | ------ |
| Santa Cruz | 3.384,0 Bs.        | (2016) |
| Pando      | 3.017,0 Bs.        | (2016) |
| Tarija     | 2.838,0 Bs.        | (2016) |
| Beni       | 2.724,0 Bs.        | (2016) |
| Cochabamba | 2.645,0 Bs.        | (2016) |
| La Paz     | 2.613,0 Bs.        | (2016) |
| Oruro      | 2.430,0 Bs.        | (2016) |
| Chuquisaca | 1.858,0 Bs.        | (2016) |
| Potosí     | 1.817,0 Bs.        | (2016) |

Referencias: "Encuesta de Hogares 2016 - 2018 - I.N.E BOL"
| Bolivia    | 2.789,0 Bolivianos | (2018) |
| ---------- | ------------------ | ------ |
| Santa Cruz | 3.235,0 Bs.        | (2018) |
| Pando      | 3.193,0 Bs.        | (2018) |
| Tarija     | 2.966,0 Bs.        | (2018) |
| Beni       | 2.965,0 Bs.        | (2018) |
| Cochabamba | 2.749,0 Bs.        | (2018) |
| La Paz     | 2.548,0 Bs.        | (2018) |
| Oruro      | 2.490,0 Bs.        | (2018) |
| Chuquisaca | 2.441,0 Bs.        | (2018) |
| Potosí     | 2.090,0 Bs.        | (2018) |

Referencias: "Encuesta de Hogares 2016 - 2018 - I.N.E Bolivia"

#### Curva de Lorenz, y coeficiente de Gini (departamental)
| Bolivia    | 0.45 | (2013) |
| ---------- | ---- | ------ |
| Tarija     | 0.35 | (2013) |
| Oruro      | 0.38 | (2013) |
| Beni       | 0.40 | (2013) |
| Cochabamba | 0.43 | (2013) |
| Santa Cruz | 0.45 | (2013) |
| La Paz     | 0.45 | (2013) |
| Pando      | 0.50 | (2013) |
| Potosí     | 0.51 | (2013) |
| Chuquisaca | 0.54 | (2013) |

Referencias: "Bolivia: más allá de la desigualdad en la distribución del ingreso".

#### Gasto departamental por matriculado escolar
| Bolivia    | 425 Bs   | (2011) |
| ---------- | -------- | ------ |
| Pando      | 2.125 Bs | (2011) |
| Tarija     | 1.200 Bs | (2011) |
| Chuquisaca | 525 Bs   | (2011) |
| Potosí     | 525 Bs   | (2011) |
| Oruro      | 435 Bs   | (2011) |
| Santa Cruz | 390 Bs   | (2011) |
| La Paz     | 300 Bs   | (2011) |
| Beni       | 275 Bs   | (2011) |
| Cochabamba | 250 Bs   | (2011) |

Referencias: "Bolivia: más allá de la desigualdad en la distribución del ingreso".

#### Cobertura de los servicios básicos
| Bolivia | Agua: 80,8% | Saneamiento básico: 52,7% | Electricidad: 85,4% |
| ------- | ----------- | ------------------------- | ------------------- |
| Tarija  | Agua: 91,1% | Saneamiento básico: 71,3% | Electricidad: 91,3% |

Referencias: "AGUA Y SANEAMIENTO BÁSICO -Derecho para todos los bolivianos" UDAPE - PNUD.

#### Índice de pobreza multidimensional (I.P.M)
| Bolivia    | Incidencia de la pobreza (%) | Intensidad de la pobreza (%) |
| Tarija     | 27.86%                       | 33.41%                       |
| ---------- | ---------------------------- | ---------------------------- |
| Cercado    | 20.99%                       | 33.05%                       |
| Gran Chaco | 28.66%                       | 33.73%                       |
| Arce       | 34.76%                       | 32.51%                       |
| Méndez     | 36.88%                       | 34.20%                       |
| Avilés     | 45.78%                       | 33.21%                       |
| O'Connor   | 50.32%                       | 34.48%                       |

Referencias: EMH-Tarija 2019, Fundación Aru, Gobierno Autónomo Departamental de Tarija.
Nota: Hasta el día de hoy (9/09/2020), el departamento de Tarija es la única unidad subnacional que cuenta con el registro de I.P.M (Índice de pobreza multidimensional), por lo cual no se pueden encontrar comparaciones a nivel subregional.

#### Años esperados de vida, desde el nacimiento
| Bolivia    | 71,2 Años |
| ---------- | --------- |
| Santa Cruz | 75,4 Años |
| Tarija     | 75,1 Años |
| Chuquisaca | 74,0 Años |
| Beni       | 73,9 Años |
| Pando      | 73,2 Años |
| Oruro      | 72,2 Años |
| La Paz     | 70,6 Años |
| Cochabamba | 70,1 Años |
| Potosí     | 65,5 Años |

Referencias: "Índice de desarrollo humano sub-nacional - Universidad de Radboud - Países Bajos"

#### Número total de empresas creadas y registradas en el sistema gubernamental
| Bolivia | Número total de empresas creadas y registradas (Gestión:2005) | Número total de empresas creadas y registradas (Gestión:2019) |
| Tarija  | 2.873 Empresas                                                | 16.359 Empresas                                               |
| ------- | ------------------------------------------------------------- | ------------------------------------------------------------- |

Referencias: "Ministerio de Economía y Finanzas - Eco Tarija - Boletín 2019"

#### Índice I.W.I
| Bolivia    | 60.8% | 2.03% | 2010 |
| ---------- | ----- | ----- | ---- |
| Santa Cruz | 73.4% | 2.79% | 2010 |
| Tarija     | 66.4% | 1.82% | 2010 |
| Pando      | 63.5% | 3.52% | 2010 |
| Cochabamba | 62.3% | 2.05% | 2010 |
| La Paz     | 58.8% | 2.09% | 2010 |
| Oruro      | 57.8% | 1.29% | 2010 |
| Beni       | 55.0% | 2.57% | 2010 |
| Chuquisaca | 51.0% | 1.61% | 2010 |
| Potosí     | 47.8% | 1.63% | 2010 |

| Bolivia    | 64.14% | 2012 |
| ---------- | ------ | ---- |
| Santa Cruz | 79.0%  | 2012 |
| Pando      | 70.5%  | 2012 |
| Tarija     | 70.08% | 2012 |
| Cochabamba | 66.4%  | 2012 |
| La Paz     | 63.0%  | 2012 |
| Oruro      | 60.4%  | 2012 |
| Beni       | 60.1%  | 2012 |
| Chuquisaca | 54.22% | 2012 |
| Potosí     | 51.06% | 2012 |

Referencias: "Índice de desarrollo sub-nacional - Universidad de Radboud - Países Bajos"

#### Índice de Calidad de la Vivienda (I.N.E-Bolivia)
| Departamento/Nacional | % de viviendas con una calidad de vida baja | % de viviendas con una calidad de vida media | % de viviendas con una calidad de vida alta | Año  |
| Bolivia               | 3.0%                                        | 36.3%                                        | 60.7%                                       | 2018 |
| --------------------- | ------------------------------------------- | -------------------------------------------- | ------------------------------------------- | ---- |
| Tarija                | 2.1%                                        | 24.5%                                        | 73.4%                                       | 2018 |
| Santa Cruz            | 2.3%                                        | 29.1%                                        | 68.6%                                       | 2018 |
| Cochabamba            | 2.4%                                        | 35.3%                                        | 62.3%                                       | 2018 |
| La Paz                | 1.8%                                        | 37.2%                                        | 61.0%                                       | 2018 |
| Chuquisaca            | 4.2%                                        | 36.8%                                        | 59.0%                                       | 2018 |
| Beni                  | 5.4%                                        | 44.0%                                        | 50.6%                                       | 2018 |
| Oruro                 | 8.9%                                        | 41.4%                                        | 49.7%                                       | 2018 |
| Pando                 | 7.5%                                        | 50.3%                                        | 42.2%                                       | 2018 |
| Potosí                | 5.3%                                        | 58.8%                                        | 35.9%                                       | 2018 |

Referencias: "Encuestas de Hogares 2016-2018 I.N.E BOL".

## Fechas
La región de Tarija tiene tres fechas conmemorativas importantes: el 25 de junio se recuerda la adhesión del Cabildo Capitular de Tarija organizado por el alcalde de primer voto Mariano Antonio de Echazú Mejía para oficializar el apoyo y la integración a la Revolución de Mayo de la Primera Junta de Buenos Aires de 1810, el 18 de agosto se recuerda la organización del Cabildo Abierto del año ya mencionado, donde se ratifica nuevamente el apoyo a Buenos Aires, y también se eligió por el voto popular como diputado representante a José Julián Pérez de Echalar, siendo estas fechas el inicio de la Independencia de Tarija en las Provincias Unidas del Río de la Plata. El 15 de abril fecha en que se libró la Batalla de Tarija o también llamada Batalla de La Tablada (1817) con tropas comandadas por los caudillos Gregorio Aráoz de Lamadrid, Francisco Pérez de Uriondo y José María Avilés que dejaron unos meses libre de los realistas (realistas españoles altoperuanos y entonces realistas proespañoles) a la mayor parte de la Republiqueta de Tarija. Entre los realistas proespañoles revistaba Andrés de Santa Cruz y Calahumana quien luego de ser derrotado y aprisionado por los patriotas tucumanos y tarijeños se pasó de bando y luego de ser realista español, pasó a ser prócer de los peruanobolivianos.

## Cultura
A los naturales de Tarija se les llama tarijeños.
La región de Tarija tiene su núcleo cultural en la propia ciudad de Tarija fundada por españoles, en gran medida andaluces, vascos y extremeños, que se mixogenizaron con los pocos tomatas, churumatas y guaraníes, estos se habían opuesto a los incas, serían rápidamente desterrados y exiliados fuera su territorio (territorio que fue completamente despoblado, ya que inca solamente se llevó a todas las tribus que habitaba la zona hacia los Andes); en la zona baja oriental o chaqueña (llamada a veces "Gran Chaco") además de los qom, wichi/weenkayek y otros pueblos indígenas llamados insultantemente por los invasores quechuas y aimaras como "chiriguanos", todos estos pueblos ya desde fines de s XX se encuentran muy mezclados genéticamente con gente de origen europeo y actualmente también se encuentran asentamientos menonitas dedicados a la ganadería y agricultura intensiva y a la elaboración de los productos primarios de tales producciones, si bien no se han quedado restringidos a las commodities sino que saben dar a sus productos valor agregado (por ejemplo quesos de tipo "holandés"). Los habitantes tradicionales criollos de las "tierras bajas" en las zonas colindantes con la Provincia de Salta (Argentina) y el Chaco Boreal paraguayo suelen recibir el nombre de chaqueños y mantienen su cultura aún más próxima (por no decir idéntica) a la gaucha al igual que el chapaco.
En la segunda semana de abril de cada año (teniendo por centro el día 15 de abril) se celebra la Fiesta de la Tarijeñidad ya que esa fecha conmemora a la una batallas victoriosas contra los realistas, la Batalla de Tarija. Las costumbres criollas son practicadas y fomentadas en festivales y fiestas rurales, uno de los más reconocidos es el Festival de la Tradición Chaqueña, que se celebra el último fin de semana del mes de agosto, entre las actividades tradicionales se encuentran: La ambrosiada, la pelada de chiva, la doma de potro, la pialada, y, entre los juegos gauchescos se practican: La jugada de taba, La corrida de sortija, y la cucaña o palo encebao. Además de montarse peñas con música y baile.

### Gastronomía
Algunos platos y bebidas de la gastronomía chapaca, chaqueña y guaraní:
| - Guiso de chapaco: guisado de arroz. - Milanesa al estilo argentino - Arvejada: se consume principalmente en Semana Santa. - Paella chapaca: contiene principalmente arroz, chorizo, pollo, cangrejos, misquinchos, mojarritas y vino. - Chicharron de surubí - Pescado a la parrilla - Pescado frito - Chupín de pescado - Pescado a la mordaza: también llamado pescado al palo. - Sopa de cabeza de suruibí - Cabeza de dorado: también de sábalo o de bagre. - Asado: a fuego lento al modo rioplatense que incluye las siguientes variedades: - Chancho a la cruz: colocado entero en una cruz de acero y asado a fuego lento. - Chivo a la cruz: colocado entero en una cruz de palo y asado a fuego lento. - Asado de achuras: de res, cordero o chivo. - Cordero al horno - Chancho a la olla - Chancho al horno - Chancho agridulce - Cabeza guateada - Chanfaina - Sopa de maní - Guiso de mote - Guiso de mote de trigo - Sopa de zapallo cremosa - Patasca - Locro - Locro chaqueño: de maíz duro hervido con charqui o, si no, espinazo fresco de cordero. - Pastel de choclo: contiene principalmente choclo, queso y cebolla. - Saice chapaco: está compuesto por un guisado de carne picada con papas y opcionalmente acompañado de una criolla (ensalada). - Yusyo: también cuajada o también llujllo, es pronunciado yujyo. - Carbonada - Chancao - Keperí - Pacumutu - Guiso de patitas: también llamado picante de patitas. - Picante de pollo - Ranga ranga - Cangrejitos, misquinchos, mojarritas y dorados - Tortilla a la parrilla - Chirriadas: especie de creps franceses pero con harina de maíz. - Masitas - Queso - Huminta: también llamado humita, es la mezcla de choclo molido y queso envueltos en la chala o espata del choclo, se cocina hervida en agua o asada al horno. - Empanadas blanqueadas - Alfajores - Hojarascas - Sonso - Torta de pascua - Sopaipillas - Rosquetes: de origen árabe-andaluz y de tradición de pascua de la religión católica, aspecto similar a los rosquetes tucumanos y santiagueños. - Tamales - Pastelitos de queso: también mesclado con cebolla. - Mazaco - Empanadas: fritas u horneadas (llamadas salteñas en otros departamentos). - Güinti - Facturas y variantes de repostería al estilo argentino. - Mate: infusión de yerba mate y agua caliente en un mate (recipiente), consumida especialmente en la época virreinal por chapacos, chaqueños y guaraníes, actualmente su consumo es leve. - Tereré: infusión de yerba mate, tradicionalmente con yuyos y agua fría en una guampa o mate, consumida principalmente en la época virreinal, actualmente su consumo es muy leve. - Aloja: a base de maní tostado con la segunda cáscara, clavo de olor, canela, cáscara de naranja, miel y es hervido en agua. - Somó - Tujuré - Tojuré chapaco: también llamado tujuré o tojorí chapaco, se sirve caliente o frío en un plato sopero, incluye bastante leche y nata. - Agua i anchi: bebida de maíz amarillo, pastosa, hervida con jugo de naranja y miel. - Jugo de linaza - Jugo de cebada - Vino - Ambrosía - Canelao: "cóctel" de singani con canela. - Diana: "cóctel" de singani con leche. - Guarapo - Arrope - Singani - Chicha: de uva, maíz (kagüi), manzana, etc. - Jugo de caña |

La mayoría de estas comidas son típicas de toda la región durante todo el año, algunas son más características de ciertas zonas o de ciertas fechas.

### Danzas y músicas folclóricas
| - Chacarera: - Cueca: - Zamba: - Rueda chapaca - Cacharpaya - Taquirari - Tonada - Copla - Atico | - Chunchos - Gato - Escondido - Michizos - Triunfo - Tero Tero - Chamamé - Contrapunto - Pim Pim |

Antiguamente la cueca chapaca se acompañaba con una variedad de instrumentos como las guitarras, bombos, acordeones, bandoneones, concertinas, piano, panderos, bandurrias y arpa. Actualmente estas danzas sólo se acompañan con el son de guitarras, violines y bombos. En las celebraciones se ejecuta el erque, la caña, la camacheña, la caja, la quenilla. Estos instrumentos se ejecutan según la época del "calendario chapaco"; por ejemplo, en la época de lluvias (verano) se ejecuta el erque acompañado de la caja, se baila la "rueda del erque" y se cantan coplas y tonadas particulares. En la Semana Santa se ejecuta el violín chapaco, se baila la "rueda del violín" y se cantan las tonadas de la época. En otoño e invierno, denominada por los chapacos como la "época seca", se toca el instrumento de la "caña", se baila la "rueda de la caña" y se cantan tonadas según la festividad o fiesta. Lo mismo sucede con la camacheña (que es una variante de las flautas guaraníes y de la flauta de Tacuara) que se toca acompañada de la caja en la Fiesta Grande de Tarija: San Roque y en festividades sucesivas.
Festival de la Tradición Chaqueñatarijeña, que se celebra el último fin de semana del mes de agosto, entre las actividades tradicionales se encuentran: la ambrosiada, la pelada de chiva, la doma de potro, la pialada, y, entre los juegos gauchescos se practican: la jugada de tabas, la corrida de sortija, y la cucaña o palo encebao. Además de montarse peñas con música y baile.
En literatura  se han destacado y destacan los tarijeños Héctor Pino Ichazo, Eduardo Wilde, Lindaura Anzoátegui Campero, Jesús Urzagasti, Jorge Campero y Octavio Campero Echazú y Óscar González Alfaro (1921–1963) conocido como Óscar Alfaro (San Lorenzo, (Tarija, 5 de septiembre de 1921 - La Paz, 25 de diciembre de 1963), fue un literato poeta, cuentista chapaco).
En deportes el ciclista con el equipo de Glass Casa Real: Horacio Gallardo.

### Español chapaco
Este acento es hablado principalmente en los valles y altos del departamento de Tarija, pero también en la región de Villa Abecia y en zonas cercanas de Chuquisaca. Este dialecto es distinto a los antes mencionados, es una variación o pronunciación del español andaluz y vasco colonial.
El voseo es de uso completo en Tarija, y el yeísmo era de uso completo en años anteriores sosteniéndose en áreas rurales.
La tonada chapaca o tarijeña es muy similar a las empleadas en los territorios y provincias de la región del cuyo, región central y el este del norte argentino, esto se debe al legado lingüístico y cultural común entre chapacos y argentinos; ya que el territorio donde se habla antes fue la Provincia Argentina de Tarija.

### Vexilología
Primera bandera representativa: En el transcurso de buscar una zona para la fundación de la futura Villa de San Bernardo entre marzo y julio de 1574, se llevó como protectores al Santo Bernardo de Claraval y a la Inmaculada Virgen de la Concepción que estaba representada por los colores azul-celeste y blanco. Fuentes y Vargas y su gente se asentaron inicialmente en Tomayapo, Paicho, Tarixa La Viexa (bautizada a mediados de 1539, actual San Lorenzo) y en la zona donde se daría la fundación de la Villa San Bernardo de Tarija, en los intermedios de la construcción de la Villa, sus exploradores se dirigieron al centro del Valle de Tarija, donde se bautizó como Valle de Nuestra Señora Inmaculada de la Santísima Virgen de la Concepción. Poco tardó para que los colores sean adaptadas en detalles de fiestas tradicionales y religiosas, también en las vestimentas de los pobladores como ponchos y prendas o detalles. Años después del inicio de la emancipación de Tarija, se llevaron banderas de azul-celeste en la parte superior y blanco en la parte inferior actualmente llamadas albicelestes a las guerrilleras independentistas, en representación regional del Territorio de Tarija.
Bandera del Departamento de Tarija y de la Provincia Cercado: Creada el 30 de marzo de 1976 por la Ordenanza Municipal 005 en la gestión de Francisco Vázquez Alemán, presidente del H. Consejo Municipal. Forma horizontal y dividido en dos, bicolor de superior roja e inferior blanco.
Bandera de la provincia de O'Connor y del municipio de Entre Ríos: Creado el 17 de agosto de 1995 por Ordenanza Municipal 010/95 en la gestión de Juan Íñiguez Ibáñez, presidente del H. Consejo Municipal. Forma horizontal y dividido en dos, bicolor de superior azul y mitad inferior blanco.
Bandera de la provincia de José María Avilés y el municipio de Francisco Pérez de Uriondo: Creado el 6 de julio de 1928, mediante la Reunión Ordinaria del Club Deportivo de Avilés el Valle de la Concepción. Forma horizontal y dividido en dos, bicolor de superior celeste e inferior blanco.
Bandera del municipio de Yunchará: Por Ordenanza Municipal. Forma horizontal y dividido en dos, bicolor superior azul e inferior blanco.
Bandera de la provincia de Méndez y de los municipios de San Lorenzo y El Puente: Creado el 14 de septiembre de 1984 por Ordenanza Municipal. Forma horizontal y dividido en dos, bicolor de superior roja e inferior azul.
Bandera de la provincia del Gran Chaco y de los municipios de Yacuiba, Caraparí y Villa Montes: Creado el 14 de abril de 1994 por Ordenanza Municipal 013/94 en la gestión de Manuel Epifanio Ortiz G, presidente del H. Consejo Municipal. Forma horizontal y dividido en dos, bicolor de superior verde e inferior blanco.
Bandera de la provincia de Arce y del municipio de Padcaya: Creado por decreto. Forma horizontal y dividido en tres, tricolor de superior roja, medio blanco e inferior verde.
Bandera del municipio de Bermejo: Creado el 4 de julio de 1995 por Ordenanza Municipal 013/95. Forma horizontal y dividido en dos, bicolor de superior verde e inferior blanco.
Bandera de la Nación Guaraní: Creado el 18 de marzo de 2006 por la asamblea, dirigentes y concejales del pueblo guaraní. Forma horizontal y dividido en tres, tricolor de superior celeste, medio verde e inferior café.

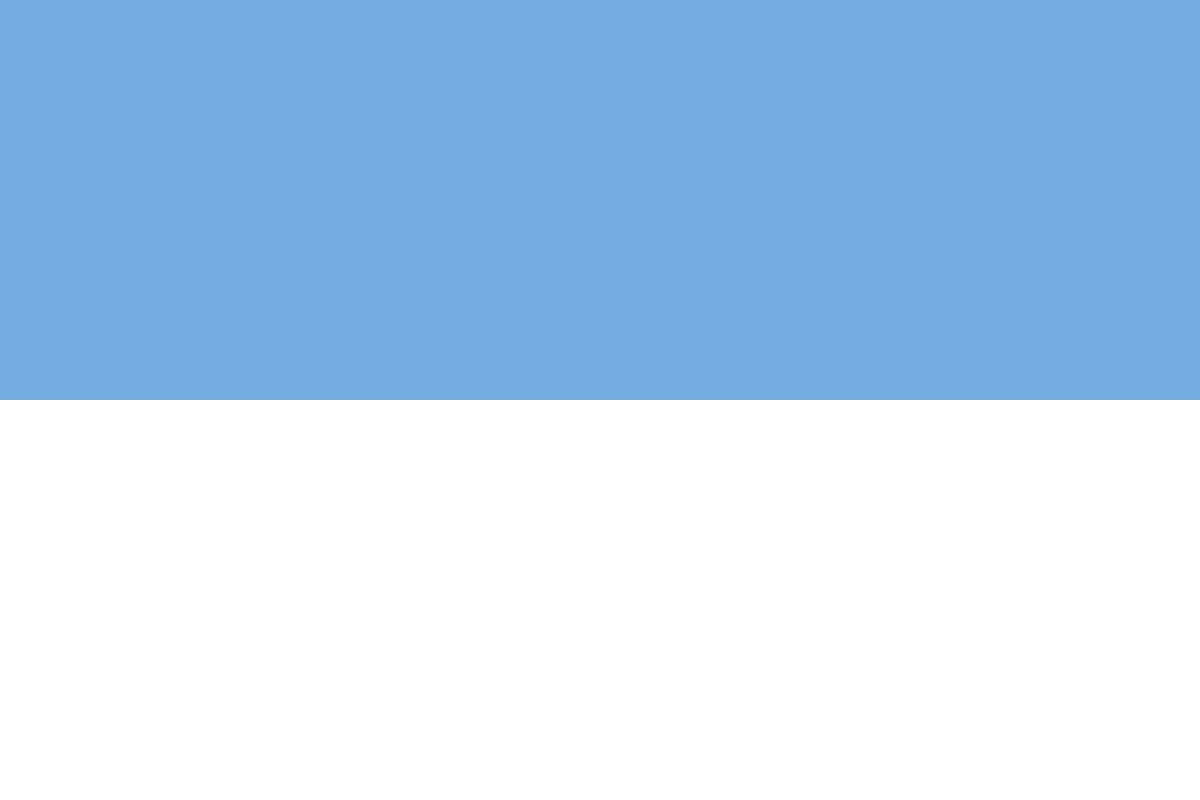
Primera bandera de Tarija.

Bandera del departamento de Tarija y de la provincia de Cercado.

### Heráldica
Primer escudo: De acuerdo a la Real Provisión de 26 de julio de 1577, expedida por el Virrey Toledo, el Cabildo de San Bernardo de Tarixa a través del Segundo Alcalde Ordinario de la Villa Gutiérrez Velásquez de Ovando, solicitó al Rey de España Felipe II, la concesión de un escudo de armas, el Rey mediante a la Real Cédula de Concesión, otorgó a la Villa de San Bernardo de la Frontera de Tarixa el escudo de armas a fines de 1580. Su diseño que no es bien especificado: consistía una forma de Lábaro, en el centro o en el corazón se encontraba una coraza en el abismo del escudo principal.
Segundo escudo: El 15 de diciembre de 1888, el Consejo Municipal de Tarija, presidido por Domingo Paz Arce y Juan Navajas, aprobaron la Ordenanza que instituye el segundo escudo de Tarija, del cual se desconoce el autor.
Su diseño sería en forma calluzada con bordura; de fondo una pendiente de una colina y paisaje campestre con bosquesillos y un cielo celeste; un haz ancho de trigo, un arado individual y una paloma volando por el campo.
Tercer escudo: En Sesión Ordinaria del 23 y 24 de marzo de 1934, el H. Consejo Municipal de la Ciudad de Tarija, bajo la presidencia de Isaac Sassón Attie y; la presencia de los concejales Epifanio, Echenique y Heriberto Dols respectivamente, aprobaron y promulgaron la Ordenanza Municipal que instituye el Tercer Escudo de la ciudad de Tarija, La propuesta sobresaliente y ganadora fue la presentada bajo el rótulo "La Coraza Colonial", cuyo estudio histórico recayó en el tarijeño Dr. Octavio O'Connor D'arlach.
El escudo original se encuentra en la parte superior del Edificio Municipal (Casa Consistorial). Diseño:
Forma: Presenta la forma casullada español (piel de toro).
Bordura: Una bordura de esmalte color oro, que rodea el campo del escudo; bordura significa pieza de honor y; su presencia significa protección, favor y recompensa; el color oro significa: riqueza, fuerza y constancia.
Paisaje: El paisaje en el escudo, hace alusión al Valle de Tarij (Valle de Tarija), descubierto y bautizado en agosto de 1535 por el Hidalgo Juan Sedizo y; también haciendo alusión a los valles de la Andalucía, región natal de varios de los 50 españoles y del fundador de la Villa Fuentes y Vargas.
Río: Detrás de la armadura y atravesando el paisaje, se encuentran las corrientes del río Guadalquivir (del árabe الوادي الكبير al-wādi al-kabīr, «el río grande»); en el flanco derecho del escudo, corren las aguas del río Guadalquivir de Sevilla, España y; en el flanco siniestro del escudo, corren las aguas del Río Guadalquivir de Tarija, este río sería bautizada de esta forma en Tarija, aproximadamente por el año 1575 y 1576.
Coraza o armadura: Conformada por dos piezas de metal postrada en un podio gris, por el Peto y el Espaldar, la armadura fue una pieza importante utilizado por los españoles en el proceso de descubrimiento, conquista y fundaciones de villas en el vasto territorio de Las Indias.
Yelmo: Un casco de plata bruñida, terciaria, plumas de color rojo y blanco, con cinco grilletes o rejillas, con visera cerrada y mirando ligeramente hacia la derecha, significando el origen de la nobleza del andaluz Luis de Fuentes y Vargas.
Ornamentos exteriores
Divisa superior: La Divisa superior lleva el nombre, Tarija; por ser un ormamento exterior del escudo, "Llevará el nombre de" nombre adquirido en agosto de 1535 por los españoles Juan de Sedizo, Antonio Gutiérrez y Diego Pérez del Río, quienes bautizaron los valles centrales con el nombre del "Valle de Tarij[a]", posteriormente Tarixa y Tarija.
Divisa inferior: La Divisa inferior lleva el lema de: Muy Leal y Muy Fiel; El Arzobispo Dr. Gregorio de Molleda y Clerque durante su visita a la Villa de Tarija en abril de 1750, en representación del Rey de España Fernando VI (de la Casa de Los Borbón), en acto oficial realizado en la Iglesia Matriz (Templo de la Orden de los Jesuitas, hoy Catedral de Tarija, por disposición de 11 de marzo de 1925 cuando se instituyó el Obispado de Tarija), hizo entrega la Real Cédula de Concesión y otorgó en al Escudo de la Villa de San Bernardo de Tarija la Divisa Imperfecta: “Muy Leal y Muy Fiel” en reconocimiento “…por sus importantes servicios desde la fundación en la evangelización de las tribus y la exploración del chaco…”, siendo los pobladores de la jurisdicción de Tarija identificándose como Muy Leal al Rey y a la Corona de España y Muy Fiel a la Religión Católica.
Estrellas: De cinco puntas con esmalte de oro; significando a cada una de las provincias del territorio según la fecha de creación.
Corona triunfal de rama de laurel y olivo: En la parte exterior inferior del escudo, entrelazada por la divisa inferior o entre cruzado por las colillas de ambas ramas, bordeando diestro y siniestro del escudo: significando el laurel victoria imperecedera y; el olivo significando Ánimo Inmutable.
Este tercer escudo tuvo distintas versiones, una de estas fue; una armadura completa mirando al frente sosteniendo una lanza y unas colinas dentro del paisaje.

## Periódicos diarios
- Diario Digital La Voz de Tarija
- El Chaco Informa (Tarija)
- Andaluz (Tarija)
- Periódico Gran Chaco (Tarija)
- El Periódico (Tarija)
- El Nuevo Sur
- El País (Tarija)
- El Bermejeño (Tarija)
- El Chaqueño (Tarija)

## Deporte
Baloncesto
- Los 6 títulos conseguidos en la Liga Boliviana de Básquetbol (Meta La Salle 3, Millonarios 2 y Vikingos 1) hacen de Tarija el segundo departamento boliviano con mayor número de campeonatos ganados.

Fútbol
- Primera División de Bolivia en esta división, Tarija cuenta con 1 equipo, Real Tomayapo.
- En fútbol sala, Tarija cuenta con 4 representantes en la Liga Nacional de Futsal: Nantes Vicky Ríos, Petrolero, La Prensa y San Martín de Porres.